# Insurreição de Wilmington de 1898
A insurreição de Wilmington de 1898, também conhecida como o massacre de Wilmington de 1898 ou o golpe de Wilmington de 1898, foi um evento significativo de violência política e racial ocorrido em Wilmington, Carolina do Norte, Estados Unidos, na quinta-feira, 10 de novembro de 1898. A imprensa local, predominantemente branca, inicialmente caracterizou o evento como uma revolta racial provocada por negros. No entanto, estudos posteriores, realizados a partir do século XX, descrevem o evento como uma violenta derrubada de um governo legitimamente eleito por um grupo de supremacistas brancos.
O golpe foi orchestrado por um grupo de democratas sulistas [en] brancos que conspiraram e lideraram uma multidão de aproximadamente 2.000 homens para depor o governo birracial fusionista local. Nesse processo, os conspiradores expulsaram da cidade líderes políticos, tanto brancos quanto negros, destruíram propriedades e negócios pertencentes a cidadãos negros, os quais haviam sido estabelecidos desde a Guerra Civil Americana, incluindo o único jornal negro da cidade. Estima-se que o número de mortos variou de 14 a mais de 300 pessoas.
A Insurreição de Wilmington é considerado um ponto de inflexão na política da Carolina do Norte no período pós-Reconstrução. Esse evento ocorreu dentro de um contexto mais amplo de segregação racial e privação de direitos [en] dos afro-americanos em todo o Sul dos Estados Unidos, que se intensificou após a aprovação de uma nova constituição [en] no Mississippi em 1890, que impôs barreiras ao registro de eleitores negros. Outros estados seguiram o exemplo, adotando legislações semelhantes.
A historiadora Laura Edwards observa que “o que aconteceu em Wilmington se tornou uma afirmação da supremacia branca não apenas naquela cidade, mas no Sul e na nação como um todo.” Essa situação evidenciou que a invocação da "brancura" superou os direitos de cidadania legal, os direitos individuais e a proteção igual garantida pela Décima Quarta Emenda para os cidadãos afro-americanos.

## Histórico

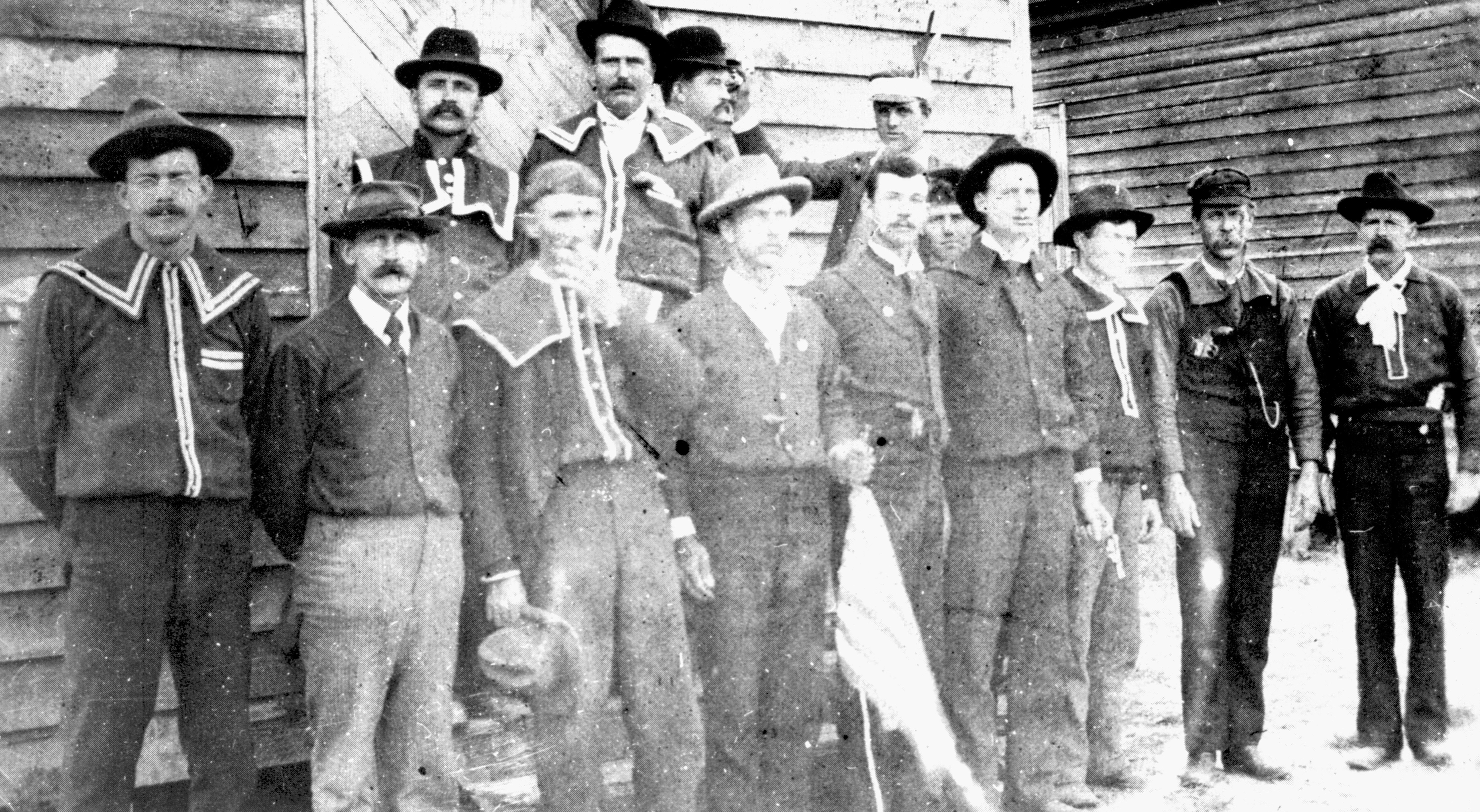
Um grupo de Camisas Vermelhas em Old Hundred, Carolina do Norte, no dia da eleição de 1898.

Em 1860, pouco antes do início da Guerra Civil Americana, Wilmington era a maior cidade da Carolina do Norte, com uma população de quase 10.000 habitantes, a maioria dos quais era negra. Muitos escravos e libertos trabalhavam no porto da cidade, em residências como empregados domésticos, além de ocuparem diversas funções como artesãos e trabalhadores qualificados.
Com o término da guerra, em 26 de maio de 1865, muitos libertos deixaram as plantações e áreas rurais, mudando-se para as cidades em busca de emprego e segurança, o que levou à formação de comunidades negras autônomas, longe da supervisão branca. Esse movimento, no entanto, gerou tensões em Wilmington e em outras regiões, exacerbadas pela escassez de suprimentos e pela desvalorização da moeda confederada, resultando em um empobrecimento generalizado no Sul após o longo conflito.
Em 1868, a Carolina do Norte ratificou a Décima Quarta Emenda da Constituição dos Estados Unidos, reconhecendo as políticas de Reconstrução. Durante esse período, o legislativo e o governo do estado eram dominados por autoridades republicanas, com um governador branco e uma assembleia composta por representantes brancos e negros. Os libertos estavam ansiosos para exercer seu direito ao voto, apoiando amplamente o Partido Republicano, que havia promovido sua emancipação e garantido cidadania e sufrágio.
Entretanto, os democratas brancos conservadores, que anteriormente dominavam a política do estado, ressentiam-se profundamente dessa mudança, que consideravam "radical" e atribuída à influência de residentes negros, sindicalistas conhecidos como "carpetbaggers [en]" e traidores raciais [en] chamados " scalawags". Esse ressentimento foi exacerbado pela exclusão dos veteranos confederados do direito de votar e ocupar cargos públicos após a guerra, o que gerou um clima de amargura entre muitos democratas brancos, especialmente aqueles que haviam lutado pela Confederação.
A Ku Klux Klan (KKK) emergiu nesse contexto, orquestrando atos de violência e intimidação para desestimular a organização e o voto dos negros. Com a recuperação do controle da legislatura estadual pelos democratas em 1870, e após a supressão da KKK pelo governo federal por meio do Ato de Execução de 1870 [en], novos grupos paramilitares começaram a surgir no Sul. Em 1874, as divisões das Camisas Vermelhas, um braço paramilitar do Partido Democrata, foram formadas na Carolina do Norte.
Os democratas desenvolveram um plano para subverter o governo local, buscando a nomeação de autoridades locais pelo estado em vez da eleição pelo povo. Para implementar essa estratégia, começaram a contornar a legislação ao assumir o controle do judiciário estadual e adotando 30 emendas à constituição estadual. Essas mudanças resultaram em significativas alterações políticas, incluindo a redução do número de juízes na Suprema Corte da Carolina do Norte, a subordinação dos tribunais inferiores e governos locais ao legislativo estadual, a anulação dos votos de determinados tipos de criminosos, a exigência de escolas públicas segregadas, a proibição de relacionamentos inter-raciais e a concessão à Assembleia Geral do poder de modificar ou anular qualquer governo local. Com essas medidas, os democratas passaram a se identificar como defensores da supremacia branca, embora seu controle fosse, em grande parte, restrito à região oeste do estado, onde havia uma população relativamente baixa de negros.
À medida que os democratas minavam o domínio republicano, a situação atingiu um ponto culminante com a campanha governamental de 1876 de Zebulon Vance [en], um ex-soldado confederado. Vance desferiu ataques ao Partido Republicano, afirmando que ele era “gerado por um malandro de uma mulata e nascido em um banheiro externo.” Com Vance, os democratas vislumbraram uma oportunidade significativa de implementar sua agenda na parte leste do estado.
Entretanto, nessa região, muitos fazendeiros brancos e pobres que cultivavam algodão se mostraram cansados das práticas dos grandes bancos e das empresas ferroviárias, que cobravam altas taxas de frete e promoviam uma economia de laissez-faire, prejudicial para o Sul empobrecido. Esses fazendeiros começaram a se alinhar ao movimento trabalhista, e muitos se uniram ao Partido Popular (também conhecido como Populistas). Em 1892, durante uma depressão econômica nos Estados Unidos, os populistas formaram uma coalizão inter-racial com republicanos negros que compartilhavam suas dificuldades, promovendo uma plataforma de autogovernança, educação pública gratuita e direitos iguais de voto para homens negros, conhecida como coalizão Fusion. Os republicanos e os populistas concordaram em apoiar conjuntamente candidatos municipais.

### Wilmington

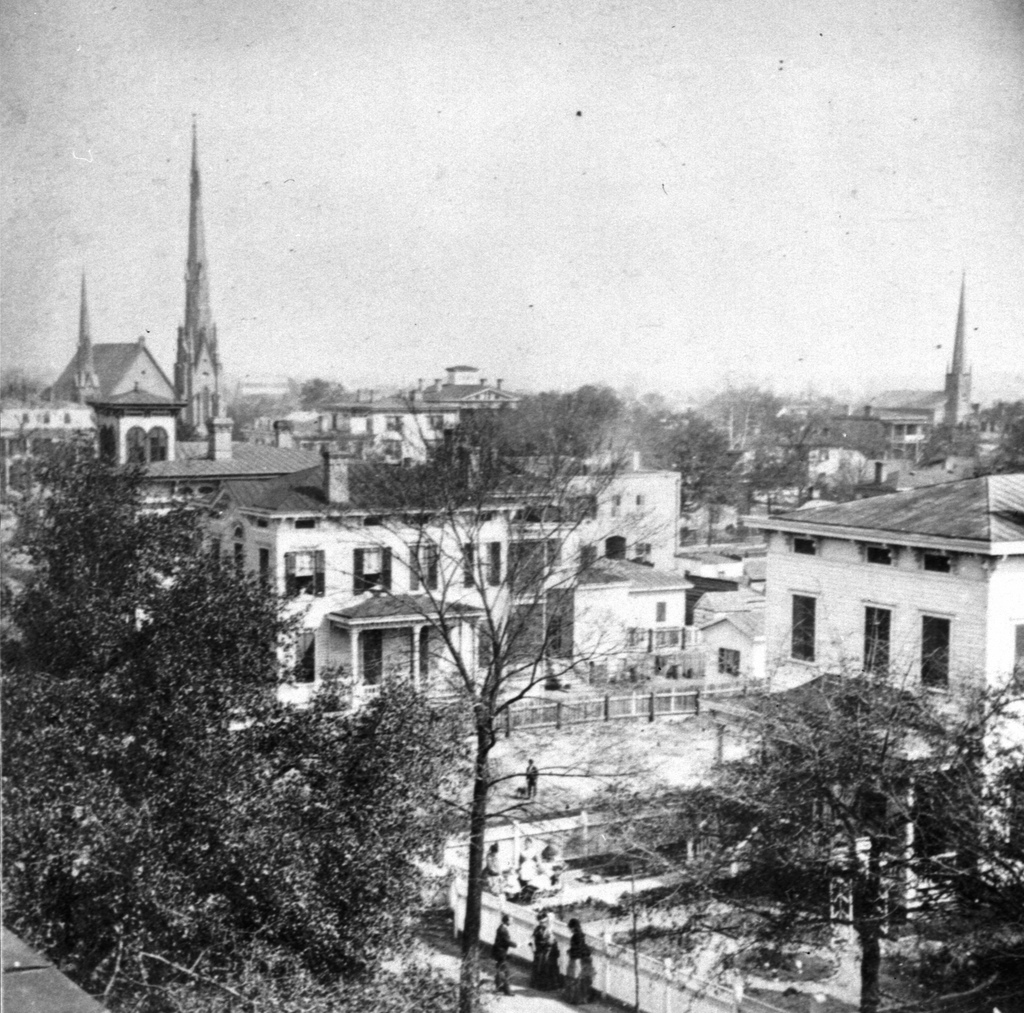
Wilmington, por volta de 1898.

Na última década do século XIX, Wilmington, que continuava a ser a maior cidade da Carolina do Norte, apresentava uma população majoritariamente negra, com 11.324 negros e 8.731 brancos em 1890. Entre essa população, havia diversos profissionais e empresários negros, além de uma classe média em ascensão.
O Partido Republicano na cidade era birracial, permitindo que os negros de Wilmington ocupassem cargos eletivos e posições de destaque na comunidade. Por exemplo, três dos vereadores eram negros, e um dos cinco membros do conselho constituinte de auditoria e finanças também era negro. Além disso, negros ocupavam importantes cargos cívicos, como juiz de paz, escrivão adjunto do tribunal e superintendente de ruas, além de atuar como médicos legistas, policiais, funcionários do correio e carregadores de correio.
Os negros detinham um poder econômico considerável na cidade. Muitos ex-escravos possuíam habilidades que podiam ser utilizadas no mercado de trabalho. Por exemplo, diversos indivíduos se tornaram padeiros, merceeiros e tintureiros, representando quase 35% dos cargos de serviço em Wilmington. Essa dinâmica econômica e política era um reflexo da mobilidade social e da influência crescente da comunidade negra na cidade.
Em 1889, muitos negros começaram a se afastar dos empregos de serviços e a ingressar em setores com maior demanda e salários mais elevados. Nesse período, os negros representavam mais de 30% dos artesãos qualificados de Wilmington, incluindo mecânicos, carpinteiros, joalheiros, relojoeiros, pintores, estucadores, encanadores, estivadores, ferreiros, pedreiros e carpinteiros de rodas. Eles também eram proprietários de dez dos 11 restaurantes da cidade, 90% dos 22 barbeiros e uma das quatro concessionárias de peixes e ostras. Além disso, havia mais fabricantes de botas e sapateiros negros do que brancos, um terço dos açougueiros da cidade era negro e metade dos alfaiates eram da mesma etnia. Entre os proprietários de negócios, estavam os irmãos Alexander e Frank Manly, que gerenciavam o Wilmington Daily Record, um dos poucos jornais negros do estado e, segundo relatos, o único jornal diário negro do país.

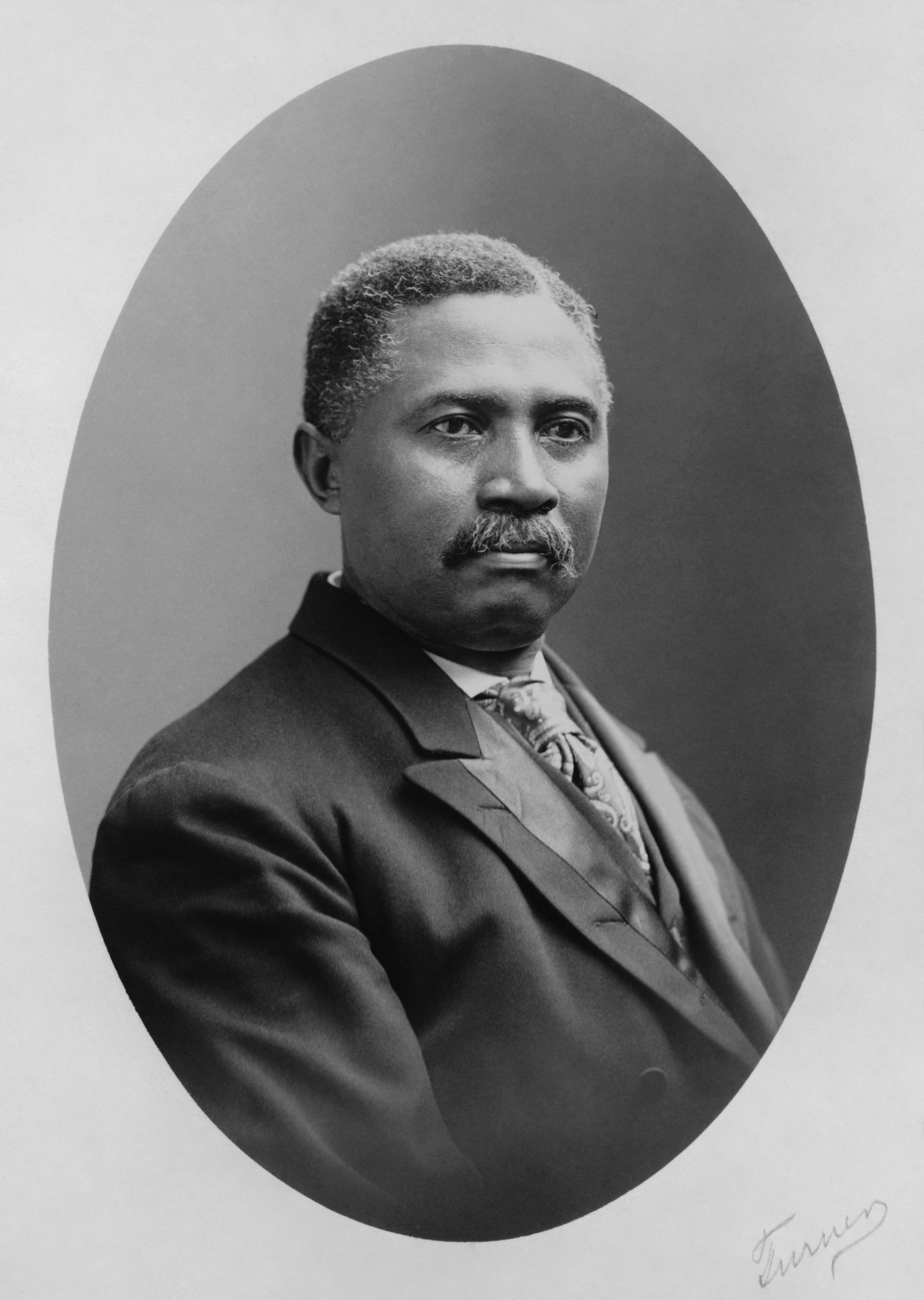
John C. Dancy.

Com o apoio de patrocínios e práticas de contratação equitativas, alguns negros também ocuparam cargos de liderança e negócios significativos na cidade. Frederick C. Sadgwar, um carpinteiro, foi fundador de uma escola local, enquanto Thomas C. Miller se destacou como um dos três agentes imobiliários e leiloeiros da cidade, além de ser o único corretor de penhores, conhecido por ter dívidas de muitos brancos. Em 1897, após a eleição do presidente republicano William McKinley, John C. Dancy [en] foi nomeado coletor de alfândega dos EUA no Porto de Wilmington, substituindo um proeminente democrata branco, com um salário de quase US$ 4.000 (equivalente a aproximadamente US$ 146.496 em 2023). O editor do Wilmington Messenger frequentemente menosprezava Dancy, chamando-o de “Sambo da Alfândega”.
Os profissionais negros, cada vez mais, apoiavam-se mutuamente. Dos mais de 2.000 profissionais negros em Wilmington na época, mais de 95% eram clérigos ou professores, profissões nas quais não enfrentavam as mesmas barreiras que médicos e advogados. Essa rede de apoio e a crescente presença econômica e profissional demonstravam a resiliência e a determinação da comunidade negra em um contexto desafiador.

### Ressentimento branco

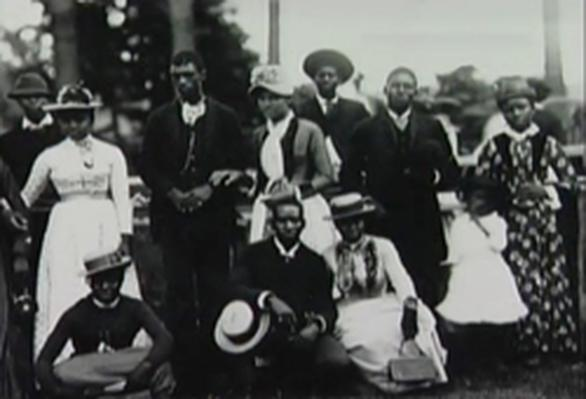
Afro-americanos em Wilmington, 1898.

À medida que a população negra da região avançava em seu novo status social e progredia econômica, social e politicamente, as tensões raciais se intensificavam. Os ex-escravos e seus descendentes enfrentavam a desvantagem de não possuírem riqueza herdada. O colapso do Freedman's Savings Bank [en], que tinha uma filial em Wilmington e faliu em 1874, resultou na perda significativa das economias de muitos moradores negros, levando a um aumento da desconfiança em relação às instituições bancárias. A metáfora do “escravo endividado”, amplamente reconhecida na comunidade, fomentava uma aversão às dívidas, além de os créditos disponíveis para eles serem extremamente onerosos.
Os negros enfrentavam taxas de juros anuais que chegavam a quase 15%, em contraste com menos de 7,5% para os brancos de baixa renda. Além disso, os credores se recusavam a permitir que afro-americanos pagassem suas hipotecas em parcelas, impondo o chamado “princípio ou nada”, que permitia a apreensão de propriedades e negócios através de vendas forçadas. Essa combinação de falta de riqueza herdada, restrições no acesso ao crédito e a perda de economias devido a má gestão e fraudes federais resultou em um cenário onde muitos negros não conseguiam economizar ou adquirir propriedades tributáveis.
Embora constituíssem quase 60% da população do condado, a propriedade de imóveis entre os residentes negros em Wilmington era extremamente escassa, totalizando apenas 8%. Dos quase US$ 6 milhões em impostos sobre propriedades reais e pessoais, eles contribuíam com menos de US$ 400.000. Além disso, enquanto a riqueza per capita dos brancos no condado era de cerca de US$ 550 (equivalente a aproximadamente US$ 20.143 em 2023), a riqueza per capita dos negros não chegava a US$ 30 (cerca de US$ 1.099 em 2023). Esse panorama econômico acentuava ainda mais as divisões raciais e a desigualdade na comunidade.
Apesar das dificuldades enfrentadas, muitos brancos abastados acreditavam que estavam pagando impostos de maneira desproporcional, considerando a quantidade de propriedades que possuíam em comparação aos residentes negros, que agora exerciam poder político suficiente para bloquear qualquer tentativa de alterar essa proporção. Essa percepção era acentuada pela rivalidade com brancos pobres e não qualificados, que competiam com os afro-americanos no mercado de trabalho e sentiam que seus serviços eram menos valorizados em relação à mão de obra negra qualificada.

Os negros se encontravam em uma posição paradoxal, tentando atender às expectativas de dois grupos distintos: não desagradar os brancos ricos e ao mesmo tempo superar as expectativas dos brancos pobres. Essa dualidade resultava na percepção de que eles estavam progredindo tanto rapidamente quanto lentamente aos olhos dos brancos. Esse sentimento de desconfiança em relação ao progresso da população negra foi ecoado até mesmo entre brancos que se alinhavam politicamente com os afro-americanos, como o governador republicano Daniel Lindsay Russell [en]. Ele afirmou:
Prevalece a impressão de que essas pessoas de cor cresceram muito em riqueza, adquiriram propriedades rurais, tornaram-se contribuintes de impostos e são uma grande promessa nesse sentido. Isso não é verdade. Na Carolina do Norte, eles tiveram uma chance tão justa quanto em qualquer outro estado do sul - talvez melhor do que qualquer outro. E aqui é triste ouvir seu orgulho frequente de que eles possuem oito milhões de propriedades. Isso é cerca de três por cento, de acordo com a lista de impostos, cujo total mostra uma quantia muito menor do que os valores totais reais do estado, mas esse fato não perturba a proporção entre as raças. Elas são trinta por cento da população. Depois de trinta anos de oportunidades, elas têm três por cento das propriedades. É verdade que eles podem alegar que tudo isso é um ganho líquido, pois começaram sem nenhuma propriedade. Mas eles não começaram sem nada. Eles começaram com enormes vantagens sobre os brancos. Eles estavam acostumados a trabalhar. Os brancos não estavam. Durante gerações, eles foram os produtores do Estado e os brancos, os consumidores. Eles estavam acostumados a dificuldades e privações e a um trabalho paciente. Eles tinham a força. Se nesses trinta anos eles adquiriram apenas essa ninharia, onde estarão em outros trinta anos, considerando que as vantagens de seu início foram em grande parte, se não totalmente, perdidas?
Embora as casas e os negócios de afro-americanos bem-sucedidos fossem, por vezes, alvo de incêndios criminosos perpetrados por brancos, a capacidade dos residentes negros de exercer poder econômico e político lhes permitiu defender seus interesses, resultando em um contexto social relativamente pacífico.

### Dominância fusionista

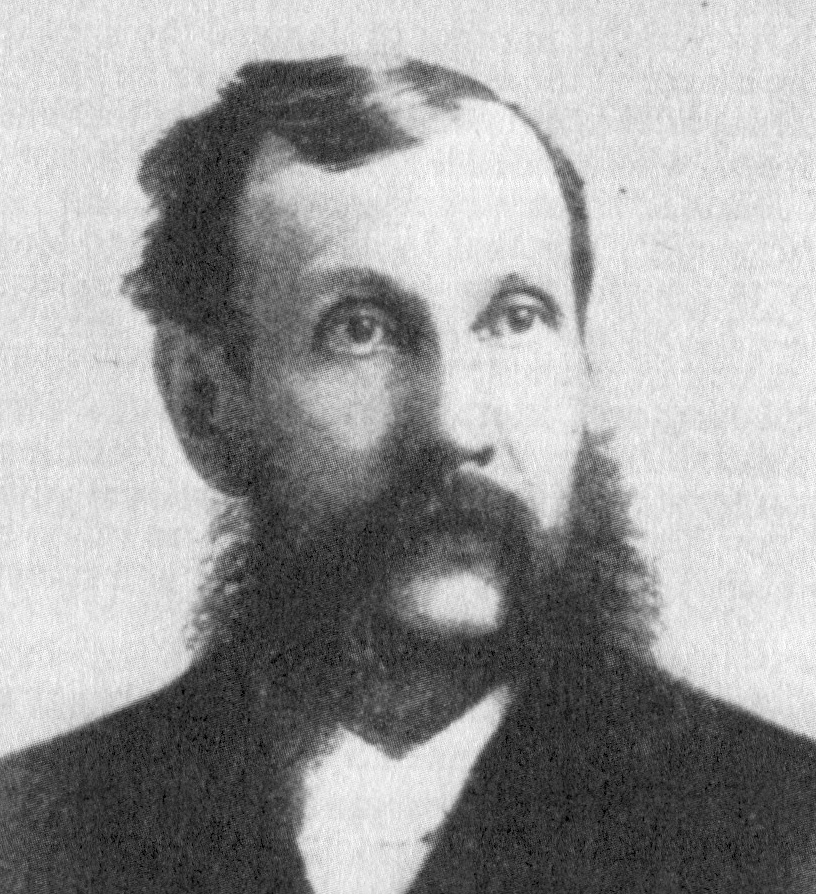
Prefeito Silas P. Wright, década de 1890.

Essa dinâmica política se intensificou durante as eleições de 1894 e 1896, quando a chapa Fusionista Republicano-Populista conquistou todos os cargos estaduais, incluindo o de governador, na última eleição vencida por Daniel L. Russell. Os fusionistas iniciaram um processo de desmantelamento da infraestrutura política dos democratas, revertendo cargos indicados em escritórios locais para posições sujeitas a eleições populares. Além disso, tentaram minar a fortaleza democrata na parte oeste do estado, que, sendo menos populosa, conferia aos democratas maior poder político através do gerrymandering. Os fusionistas também incentivaram a participação dos cidadãos negros, que constituíam aproximadamente 120.000 simpatizantes republicanos.
Em 1898, o poder político em Wilmington estava concentrado nas mãos dos “Quatro Grandes”, representantes da chapa Fusion: o prefeito Dr. Silas P. Wright; o xerife interino do condado de New Hanover, George Zadoc French; o chefe dos correios, W. H. Chadbourn; e o empresário Flaviel W. Fosters, que detinha considerável apoio e influência sobre os eleitores negros. Esses líderes trabalhavam em conjunto com um círculo de patronos, conhecido como “o Círculo”, que incluía cerca de 2.000 eleitores negros e aproximadamente 150 brancos. O Círculo era composto por cerca de 20 empresários proeminentes, descendentes de famílias da Nova Inglaterra que se estabeleceram na região de Cape Fear [en] antes da Guerra Civil, além de famílias negras influentes, como os Sampsons e os Howes. O Círculo exercia poder político por meio de patrocínio, apoio financeiro e uma imprensa eficaz, representada pelo Wilmington Post e pelo The Daily Record [en].
A consolidação desse novo poder alarmou os democratas brancos, que contestaram as novas legislações e levaram suas queixas à Suprema Corte estadual, que não decidiu a seu favor. Derrotados nas urnas e nos tribunais, os democratas, desesperados para evitar outra derrota, começaram a explorar as discórdias dentro da aliança Fusion, formada por republicanos negros e populistas brancos. Apesar da aparência de que os fusionistas se sairiam vitoriosos nas próximas eleições de 1898, a tensão aumentava à medida que se aproximava o dia da votação.

#### Moeda livre

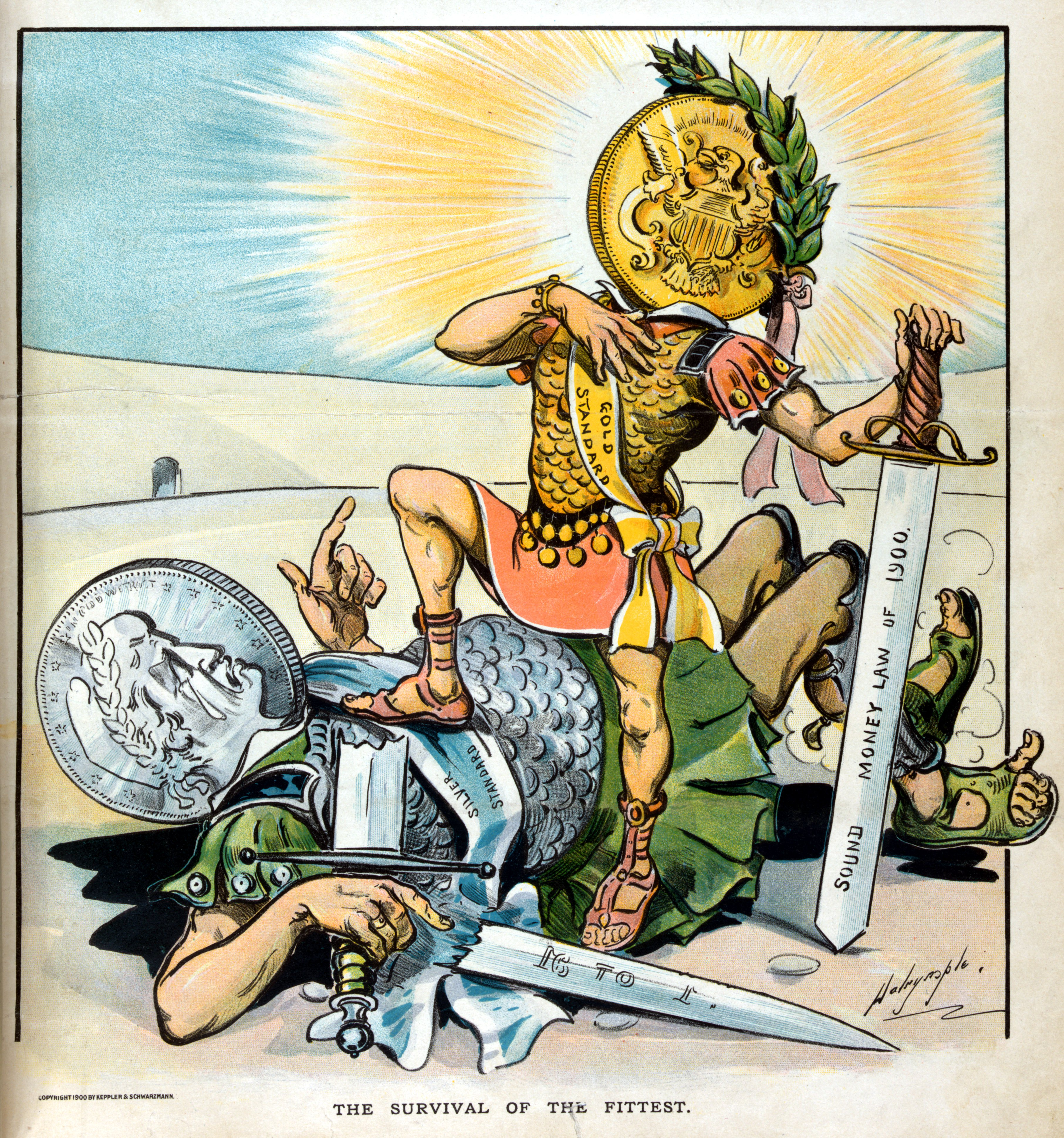
O padrão ouro triunfante, revista Puck.

A reforma monetária emergiu como uma questão central e emocional, com os fusionistas formando uma coalizão política pragmática em torno dela. A  Lei da Moeda de 1834 havia aumentado a razão de peso entre prata e ouro de 15:1, nível estabelecido em 1792 [en], para 16:1, o que fez com que o preço de cunhagem da prata ficasse abaixo do seu preço de mercado internacional, uma medida favorável aos detentores de prata. Em 1873, devido a uma mudança nas dinâmicas do mercado e na circulação de moeda, o Departamento do Tesouro revisou a lei, abolindo o direito dos detentores de prata de fazerem seu metal ser transformado em moedas de dólar totalmente aceitas como pagamento, encerrando o bimetalismo nos Estados Unidos e colocando a nação firmemente no padrão ouro. Por causa disso, a lei tornou-se controversa nos anos seguintes, sendo denunciada por aqueles que desejavam inflação como o "Crime de 1973 [en]". A revisão parecia prejudicar os pobres, já que a prata era conhecida como "o dinheiro do homem pobre" devido ao seu uso e circulação entre os menos favorecidos. Enquanto a liderança populista estadual acreditava que seu partido estava mais alinhado ideologicamente com os democratas, alguns populistas se recusavam a se alinhar a um partido que não apoiava o aumento da cunhagem de prata.

#### Escândalo dos títulos da ferrovia da Carolina do Norte em 1868
Desde antes da Guerra Civil Americana, o estado da Carolina do Norte buscava expandir a Western North Carolina Railroad [en], incorporada em 1855. Esta ferrovia tinha como objetivo conectar Asheville a Paint Rock, no Alabama, e a Ducktown, no Tennessee. No entanto, a construção foi interrompida em Henry Station, a poucos quilômetros de Old Fort, por volta de 1872, devido a dificuldades de construção nas montanhas Blue Ridge. A ferrovia acabou se tornando insolvente, enfrentando problemas de subfinanciamento, apropriação indevida de títulos e má administração. Em junho de 1875, o estado comprou a ferrovia por US$ 825.000, mas essa aquisição implicou também na responsabilidade pelas dívidas acumuladas de quase US$ 45 milhões, parte substancial atribuída a fraudes. Em 1868, dois indivíduos enganaram a legislatura estadual, resultando na emissão de títulos destinados à expansão da ferrovia.  A controvérsia se intensificou quando Zebulon Vance foi reeleito governador em 1877, fazendo da conclusão da ferrovia uma prioridade pessoal. Vance enfrentou um conflito de interesses, já que sua família possuía extensas terras na região de Asheville, pela qual a ferrovia passaria. Embora Vance tenha denunciado publicamente que os detentores dos títulos originais ainda deviam dinheiro ao estado, pagar essas dívidas apenas agravaria a situação financeira do estado, atrasando ainda mais a construção da ferrovia. De fato, Vance não tomou medidas para resolver a crise durante seu governo, deixando muitos detentores de títulos sobrecarregados com dívidas.  Após deixar o cargo para se tornar senador dos Estados Unidos, Vance negociou a venda da ferrovia a uma empresa privada, que foi concluída utilizando mão de obra de condenados. Posteriormente, o estado emitiu uma liquidação que cobriu menos de 15% dos cerca de US$ 45 milhões em títulos, resultando na insatisfação dos detentores. Os democratas responsabilizaram os republicanos pelo escândalo, uma vez que eles controlavam a legislatura na época do ocorrido. No entanto, os fusionistas associaram as ferrovias à ganância capitalista dos democratas. Curiosamente, muitos dos democratas que atribuíram a culpa aos republicanos, incluindo Tom Jarvis, haviam votado a favor da autorização dos títulos.

#### Alívio da dívida
As experiências de brancos e negros em relação às dívidas após a Guerra Civil Americana diferiram significativamente. Para muitos brancos, estar endividado antes da guerra era associado a falhas morais pessoais. Contudo, após o conflito, a realidade de uma grande parte da população branca sulista endividada fomentou um senso de comunidade, que se uniu para pressionar por reformas políticas e econômicas e negociar taxas de juros mais favoráveis. Em contrapartida, os negros viam a dívida como uma nova forma de escravidão, consideravam-na imoral e buscavam evitá-la a todo custo. Frequentemente, enfrentavam taxas de juros elevadas e inegociáveis. Reconhecendo que os brancos pobres, que defendiam a eliminação dos sistemas de crédito em favor de um sistema de “dinheiro puro”, tinham interesse em manter suas dívidas sob controle, e que os negros eram em geral menos abastados, os fusionistas tentaram alinhar os interesses de ambos os grupos. Em 1892, a insatisfação entre os brancos pobres cresceu em relação a Zebulon Vance e aos democratas, que haviam prometido apoiar a Aliança dos Agricultores [en] (precursora do Partido Populista) em questões de alívio da dívida, mas não haviam tomado medidas concretas. Em julho de 1890, Eugene Beddingfield, um membro influente da Aliança dos Agricultores do Estado da Carolina do Norte, alertou Vance sobre a magnitude da frustração entre os brancos pobres, destacando a necessidade urgente de ação.
Com 90% dos habitantes da Carolina do Norte endividados, a plataforma fusionista restringiu as taxas de juros a 6%. Em 1895, uma vez no poder, os fusionistas conseguiram aprovar a medida com cerca de 95% dos republicanos negros e populistas brancos a apoiando; no entanto, 86% dos democratas, que representavam a maior parte da classe credora, se opuseram a ela.

## Campanha de supremacia branca de 1898

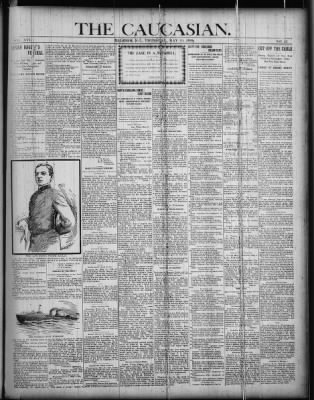
The Caucasian, 19 de maio de 1898.

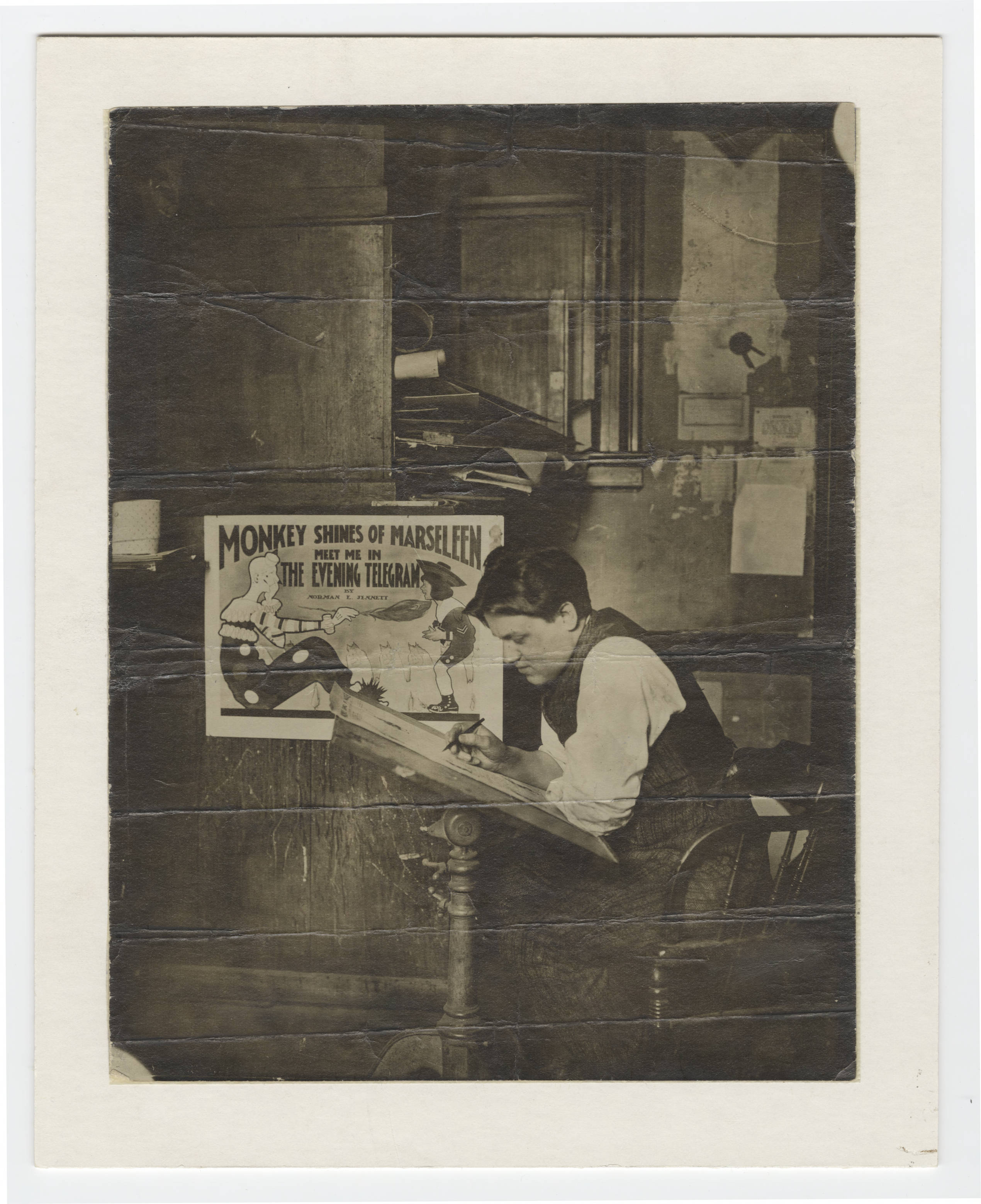
Norman E. Jennett, por volta de 1900.

No final de 1897, nove homens proeminentes de Wilmington expressaram insatisfação com o que chamavam de "governo negro". Eles estavam particularmente irritados com as reformas implementadas pelo governo fusionista, que impactavam sua capacidade de gerenciar e manipular os assuntos da cidade. A redução das taxas de juros resultou em uma diminuição da receita bancária. Além disso, as leis tributárias foram alteradas, exigindo que acionistas e proprietários de imóveis pagassem uma "proporção semelhante" de impostos sobre suas propriedades. As regulamentações das ferrovias também foram endurecidas, dificultando a capitalização das propriedades ferroviárias por seus proprietários. Muitos democratas de Wilmington viam essas reformas como um ataque direto a eles, considerados os líderes econômicos da cidade.
Esses homens, conhecidos como " Os Nove Secretos" — Hugh MacRae [en], J. Allan Taylor, Hardy L. Fennell, W. A. Johnson, L. B. Sasser, William Gilchrist, P. B. Manning, E. S. Lathrop e Walter L. Parsley — uniram-se e começaram a conspirar para retomar o controle do governo.
Nesse contexto, o recém-eleito presidente do Partido Democrata Estadual, Furnifold Simmons [en], foi incumbido de desenvolver uma estratégia para a campanha democrática de 1898. Simmons compreendeu que, para vencer, era necessário apresentar uma questão que transcendesse as divisões partidárias. Como estudioso da história política do Sul, ele reconheceu que o ressentimento racial era uma questão facilmente inflamável.
Simmons decidiu, então, centrar sua campanha na questão da supremacia branca, reconhecendo que esse tema poderia eclipsar todas as outras preocupações. Ele começou a colaborar com os "Nove Secretos", que se prontificaram a utilizar suas conexões e recursos financeiros para apoiar suas iniciativas. Assim, desenvolveu uma estratégia para recrutar homens com habilidades específicas: os "escritores", que seriam responsáveis pela criação de propaganda na mídia; os "oradores", que deveriam ser eloquentes e persuasivos; e os "cavaleiros", que eram indivíduos capazes de montar a cavalo e exercer intimidação. Além disso, Simmons fez com que Tom Jarvis transmitisse uma promessa às grandes corporações: caso os democratas triunfassem, o partido não aumentaria seus impostos.
Em março de 1898, ao perceber que o  The News & Observer, de Raleigh, e o The Charlotte Observer [en], representando as correntes liberal e conservadora do Partido Democrata, estavam unificados em um discurso racialmente inflamado, Simmons se reuniu com  Josephus Daniels, editor do News & Observer, que contava com o cartunista Norman Jennett [en], conhecido como "Sampson Huckleberry", e com Charles Aycock [en]. Os homens se encontraram no Chatawka Hotel, em New Bern, para elaborar um plano de ação para a campanha democrática.
Simmons iniciou o recrutamento de veículos de mídia alinhados com a ideologia da supremacia branca, como The Caucasian e The Progressive Farmer [en], que, de forma cínica, designavam os populistas como o “partido dos brancos” enquanto promoviam a aliança com os negros. Além disso, ele mobilizou jovens militantes brancos, dinâmicos e agressivos, para auxiliar em seus esforços. Essas publicações retratavam os negros como "insolentes", acusando-os de desrespeito em público, rotulando-os como corruptos e fazendo alegações constantes sobre seu interesse por mulheres brancas. Também denunciavam os fusionistas brancos que se aliavam a eles como defensores da “dominação dos negros”.

Simmons sintetizou a plataforma do partido afirmando:
A Carolina do Norte é um ESTADO DE HOMENS BRANCOS e os HOMENS BRANCOS o governarão e esmagarão o partido de dominação dos negros com uma maioria tão esmagadora que nenhum outro partido jamais ousará tentar estabelecer o domínio dos negros aqui.
Em 20 de novembro de 1897, após uma reunião do Comitê Executivo Democrata em Raleigh, foi emitido o primeiro apelo estadual pela união dos brancos. Redigido por Francis Winston [en], o documento conclamava os brancos a se unirem para “restabelecer o governo anglo-saxão e um governo honesto na Carolina do Norte”. Winston caracterizava o governo republicano e populista como anárquico, maligno e apocalíptico, apresentando os democratas como os salvadores que resgatariam o estado da “tirania”.

### Alfred M. Waddell

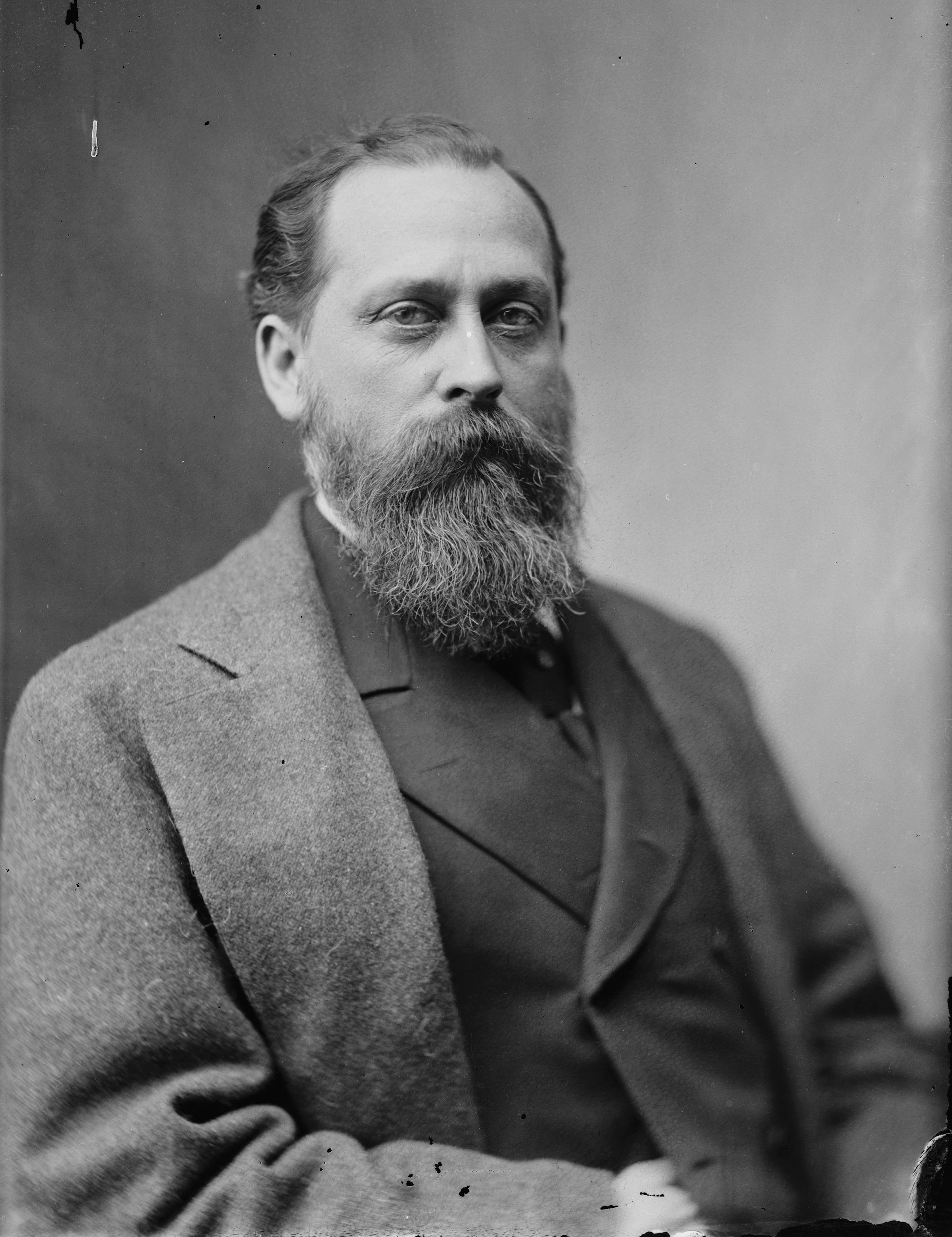
Alfred Moore Waddell.

Simmons organizou uma agência de palestrantes, reunindo oradores talentosos para difundir sua mensagem em todo o estado. Um dos oradores destacados foi Alfred Moore Waddell, um respeitado membro da elite de Wilmington, ex-congressista e um orador habilidoso, que havia perdido sua cadeira para Daniel L. Russell em 1878.
Após sua derrota, Waddell continuou ativo na esfera política, tornando-se um orador e militante muito requisitado. Ele se apresentava como um representante dos brancos oprimidos e um símbolo de redenção para os eleitores brancos. Sua reputação cresceu, sendo denominado “orador de língua de prata do leste” e “Robespierre americano”.
Em 1898, Waddell enfrentava dificuldades financeiras e estava desempregado. Seu escritório de advocacia passava por problemas, e sua terceira esposa, Gabrielle, o sustentava em grande parte por meio de suas aulas de música. O chefe de polícia, John Melton, testemunhou que Waddell buscava uma oportunidade para retomar sua proeminência política e aliviar o fardo financeiro de sua esposa.
Alinhando-se aos democratas, Waddell se comprometeu a “redimir a Carolina do Norte do domínio dos negros”. Melton observou que Waddell, afastado da vida pública por um período, via a Campanha da Supremacia Branca como sua chance de se reposicionar diante do público e se apresentar como patriota.
Waddell foi “contratado para participar das eleições e garantir que os homens votassem corretamente”. Com o apoio de Daniels, que distribuía propaganda racista que mais tarde reconheceu ter contribuído para um “reinado de terror” (incluindo caricaturas depreciativas de negros) antes dos discursos, Waddell e outros oradores começaram a convocar os homens brancos a se unirem à sua causa.

### Clubes de supremacia branca

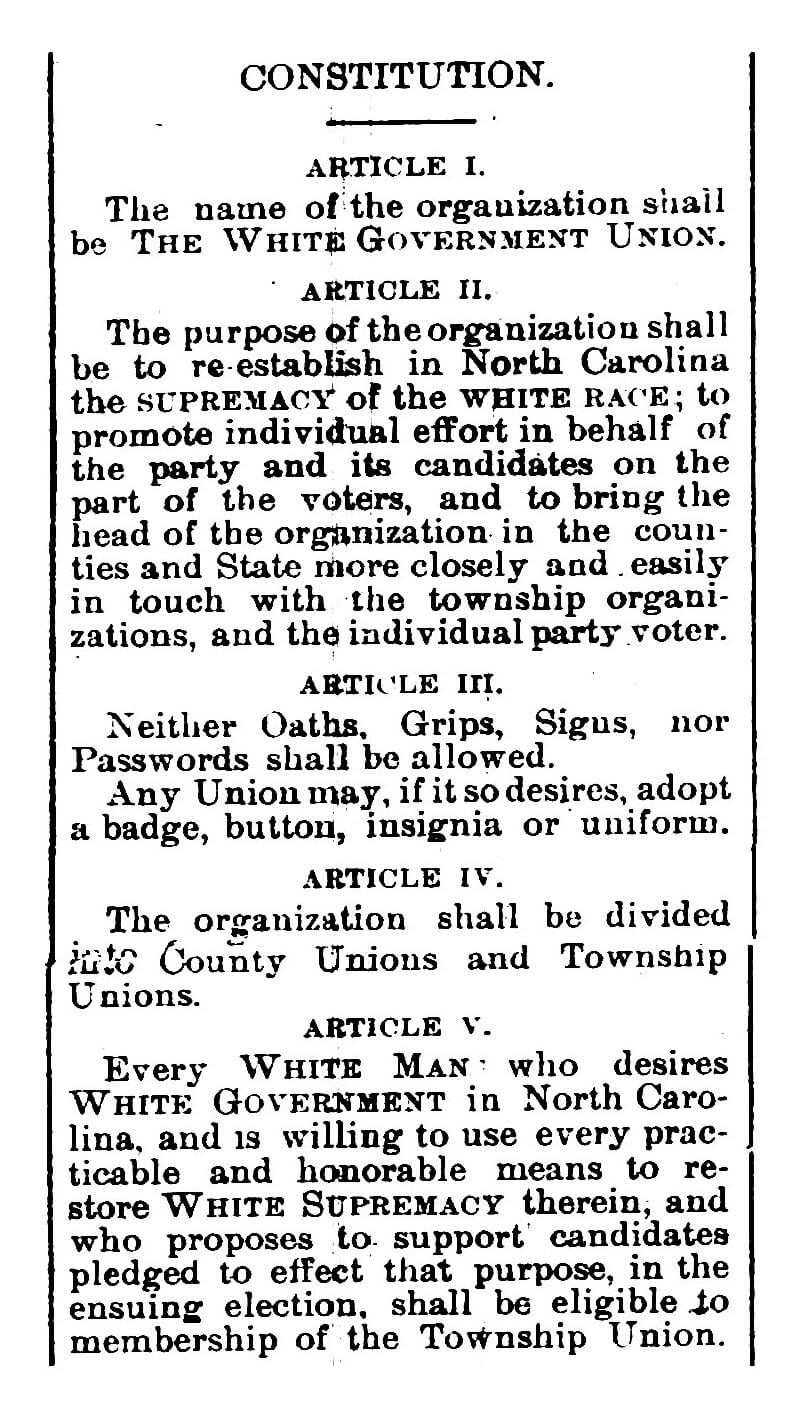
Constituição do sindicato do governo branco. Wilmington Morning Star. 1898

Com a aproximação do outono de 1898, democratas proeminentes, como George Rountree, Francis Winston e os advogados William B. McCoy, Iredell Meares e John Bellamy [en], começaram a organizar clubes de supremacia branca, conhecidos como White Government Union. Esses clubes convocavam todos os homens brancos de Wilmington a se unirem a suas fileiras.
A filiação aos clubes se espalhou rapidamente pelo estado. Paralelamente, surgiu um movimento de trabalhadores brancos, fundado para se opor aos negros que competiam por empregos. O "Sindicato dos Trabalhadores Brancos" recebeu apoio da Câmara de Comércio de Wilmington e da Associação de Comerciantes, prometendo criar um “bureau de trabalho permanente” para garantir mão de obra branca para os empregadores.
Os esforços dos supremacistas brancos culminaram em agosto de 1898, após Alexander Manly, um dos irmãos proprietários do único jornal negro de Wilmington, The Daily Record, publicar um editorial em resposta a um discurso que defendia linchamentos. Nesse editorial, Manly refutou a ideia de que muitas mulheres brancas eram estupradas por homens negros, afirmando que, muitas vezes, elas se relacionavam com esses homens de forma consensual. Manly era neto do governador Charles Manly [en] e de sua escrava, Corinne. O editorial provocou a indignação dos brancos, o que favoreceu os democratas, que agora se autodenominavam “O Partido dos Brancos”. Eles denunciavam o editorial de Manly, alegando que havia “evidências” que sustentavam sua crença na existência de negros predadores.

### Comentários
Por algum tempo, Josephus Daniels usou Wilmington como símbolo da “dominação negra” porque seu governo era birracial, embora na prática fosse dominado por uma maioria de dois terços de brancos. Muitos jornais publicaram fotos e histórias que sugeriam que homens afro-americanos estavam atacando sexualmente mulheres brancas na cidade.

Essa crença foi amplificada nacionalmente após um discurso de Rebecca Latimer Felton, uma proeminente sufragista e esposa do populista da Geórgia, William Harrell Felton [en], na Sociedade Agrícola da Geórgia. Ela afirmou que, dentre as ameaças enfrentadas pelas esposas de fazendeiros, nenhuma era maior do que “o estuprador negro”, devido à suposta falha dos homens brancos em protegê-las. Para restaurar essa proteção, Felton defendeu que os homens brancos deveriam recorrer à “justiça” vigilante.
Em resposta ao discurso de Felton e ao perigo que ele representava para os homens negros, Alexander Manly, de 32 anos, escreveu um editorial em que refutava suas alegações, afirmando que muitas mulheres brancas se envolviam consensualmente com homens negros.
Temendo que o artigo provocasse uma reação negativa, cinco proeminentes republicanos negros de Wilmington—W. E. Henderson (advogado), Charles Norwood (registrador de escrituras), Elijah Green (vereador), John E. Taylor (coletor adjunto da alfândega) e John C. Dancy (coletor da alfândega)—pediram a Alexander Manly que suspendesse a publicação do jornal.
No entanto, muitos brancos ficaram chocados com a sugestão de intimidade consensual entre homens negros e mulheres brancas. Em um intervalo de 48 horas, os supremacistas brancos, com o apoio de jornais de todo o Sul, distorceram as palavras de Manly, utilizando-as como um catalisador para sua causa. Oradores como Alfred Moore Waddell começaram a incitar os cidadãos brancos com imagens sexualizadas de homens negros, insinuando um desejo incontrolável destes pelas mulheres brancas, publicando histórias e fazendo discursos sobre “bestas negras” que ameaçavam as mulheres brancas.
Antes do editorial, o The Daily Record era considerado um “jornal de cor muito respeitável” em todo o estado, atraindo assinaturas e publicidade tanto de negros quanto de brancos. Contudo, após a publicação do editorial, muitos anunciantes brancos retiraram seu apoio ao jornal, prejudicando sua receita. O senhorio de Manly, M. J. Heyer, o despejou, e, para sua própria segurança, Manly foi forçado a mudar sua impressora no meio da noite. Ele e seus apoiadores deslocaram toda a impressora da esquina das ruas Water e Princess para um prédio na Rua Seventh, entre as ruas Ann e Nun. Ele havia planejado se mudar para o Love and Charity Hall (também conhecido como Ruth Hall), na Rua South Seventh, mas a administração se recusou a aceitá-lo como inquilino, argumentando que sua presença aumentaria significativamente a taxa de seguro do edifício.
Os pastores negros pediram às suas congregações que se mobilizassem e comprassem assinaturas para ajudar a manter o jornal de Manly funcionando, o que muitas mulheres negras concordaram em fazer, considerando o The Daily Record como o “único meio de comunicação que defendeu nossos direitos quando outros nos abandonaram”.
Mais tarde, John C. Dancy chamaria o editorial de Manly de “o fator determinante” do motim, enquanto o repórter do Star-News [en], Harry Hayden, o referiu como “a gota d'água para a política do senhor Nigger”.

### Reunindo a base

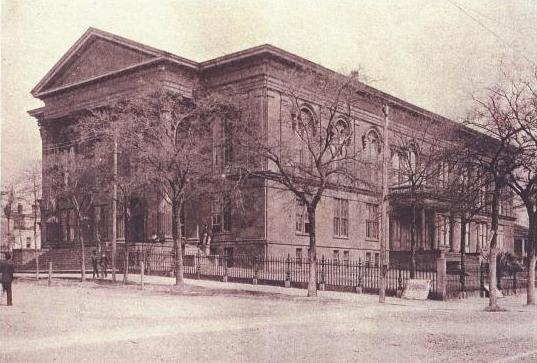
Thalian Hall, por volta de 1898.

Em 20 de outubro de 1898, em Fayetteville, os democratas realizaram seu maior comício político. Nesse evento, os Camisas Vermelhas fizeram sua estreia na Carolina do Norte, com 300 de seus membros acompanhando 22 jovens brancas “virtuosas” em um desfile que contou com o disparo de canhões e a apresentação de uma banda de metais. Um dos convidados de honra foi o senador da Carolina do Sul, Ben Tillman, que criticou os homens brancos da Carolina do Norte por ainda não terem “eliminado aquele maldito editor negro [Manly]”, afirmando que Manly estaria morto se seu editorial tivesse sido publicado na Carolina do Sul e defendendo uma “política de espingarda” em relação aos negros.

Quatro dias depois, 50 dos homens brancos mais proeminentes de Wilmington, incluindo Robert Glenn [en], Thomas Jarvis [en], Cameron Morrison [en] e Charles Aycock—que agora era o principal orador da campanha—se reuniram na casa de ópera Thalian Hall. Alfred Waddell [en] fez um discurso afirmando que a supremacia branca era a única questão importante para os homens brancos. Ele caracterizou os negros como “ignorantes” e declarou que “o maior crime cometido contra a civilização moderna foi o conferimento do direito de sufrágio ao negro”, advogando pela punição dos que, em sua opinião, traíam a raça ao permitir isso. Ele encerrou seu discurso de forma contundente:
Nunca nos renderemos a um bando de negros esfarrapados, mesmo que tenhamos que sufocar o rio Cape Fear com carcaças.
Partes do discurso de Waddell foram impressas e distribuídas por todo o estado, sendo citadas por oradores em vários palanques.

### “Convenção da Supremacia Branca”

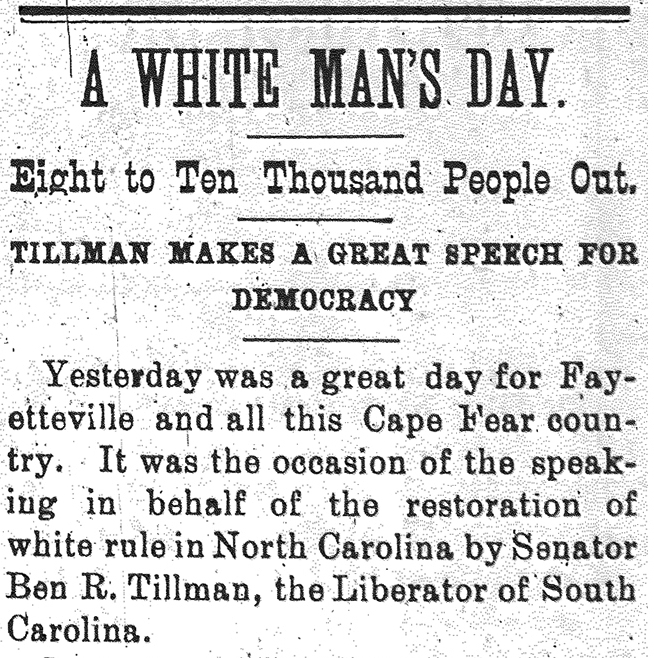
The Fayetteville Observer. 22 de outubro de 1898

Após o discurso no Thalian Hall, em 28 de outubro, “trens especiais de Wilmington” ofereceram passagens com desconto para que Waddell e outros homens brancos pudessem viajar até Goldsboro para uma “Convenção da Supremacia Branca”. Uma multidão de 8.000 pessoas compareceu para ouvir Waddell, que dividiu o palco com Simmons, Charles Aycock, Thomas Jarvis, o Major William Guthrie [en] e o prefeito de Durham. Antes de Waddell falar, Guthrie afirmou:
Os anglo-saxões plantaram a civilização neste continente e, onde quer que essa raça tenha entrado em conflito com outra, ela afirmou sua supremacia e conquistou ou exterminou o inimigo. Essa grande raça carrega a Bíblia em uma mão e a espada na outra. Resistam à nossa marcha de progresso e civilização, e nós os eliminaremos da face da Terra.
Em seguida, Waddell acusou os negros de “insolência” e “arrogância”, que, segundo ele, eram ofuscadas apenas por sua “criminalidade”. Ele insinuou que os homens negros desrespeitavam as mulheres brancas e responsabilizou os homens brancos pelos “males do domínio dos negros”, alegando que estes haviam fortalecido a situação ao “trair sua raça”. Waddell concluiu seu discurso assegurando que os homens brancos expulsariam os negros e seus aliados brancos traidores, mesmo que isso significasse encher o rio Cape Fear com cadáveres negros suficientes para bloquear sua passagem para o mar.

### Intimidação

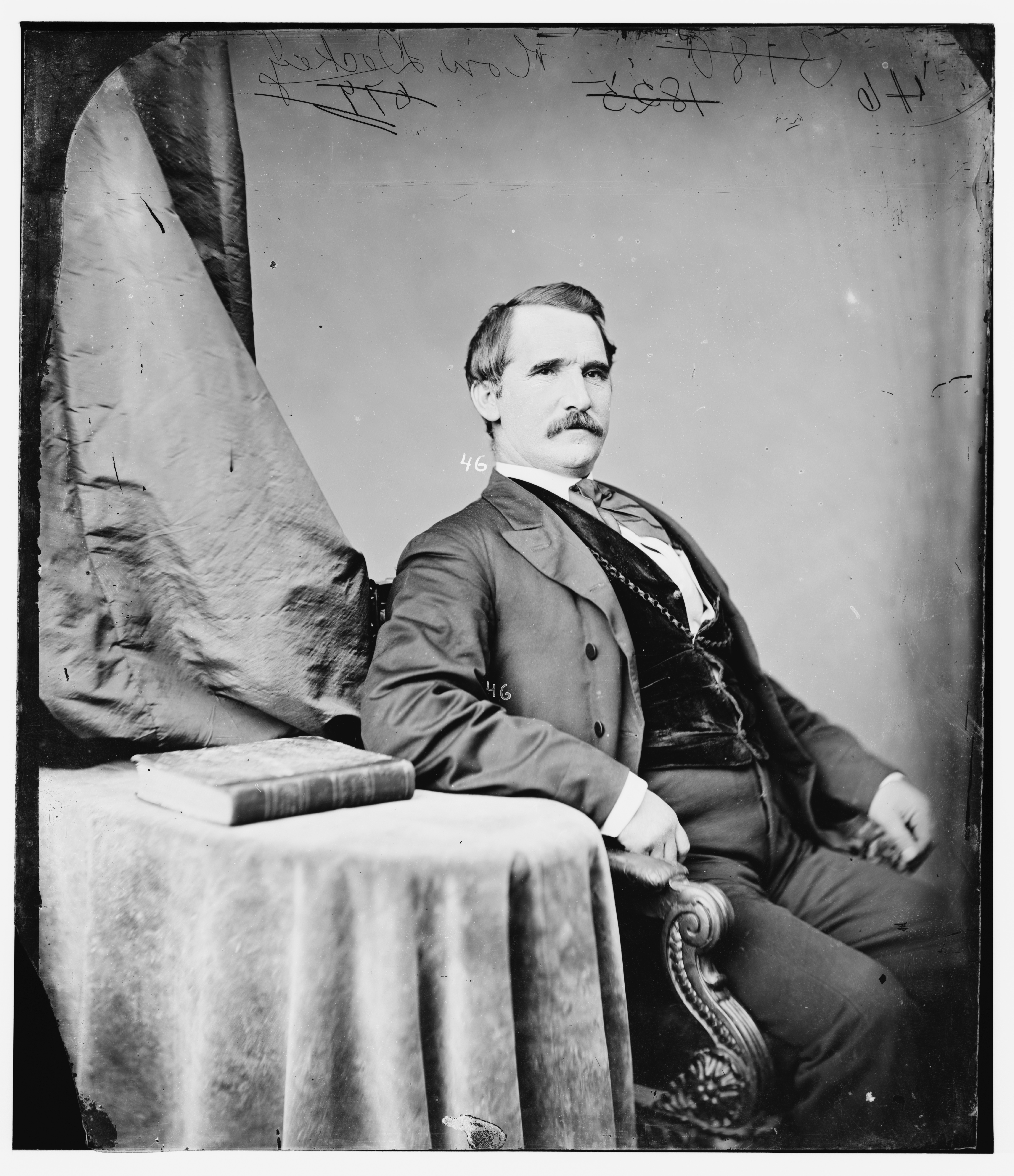
Oliver H. Dockery.

O discurso de Waddell inspirou tanto a multidão que os Camisas Vermelhas deixaram a convenção e começaram a aterrorizar os cidadãos negros e seus aliados brancos, na parte leste do estado, imediatamente. Eles destruíram propriedades, emboscaram cidadãos com armas de fogo, sequestraram pessoas de suas casas e as chicotearam à noite, com o objetivo de aterrorizá-las a ponto de os simpatizantes republicanos ficarem com medo de votar ou até mesmo de se registrarem para votar.
Os populistas acusaram os democratas de gritarem “nigger” para desviar a atenção dos problemas e de atacarem o caráter de homens bons para serem eleitos. Vários populistas começaram a tentar revidar no tribunal da opinião pública, como Oliver Dockery, que foi atacado por John Bellamy na convenção da supremacia branca.

No entanto, os democratas continuaram a exercer mais pressão sobre os republicanos e populistas, fazendo com que os candidatos ficassem com muito medo de falar em Wilmington. Eles procuraram capitalizar ainda mais esse medo, esforçando-se para suprimir a candidatura republicana no condado de New Hanover, argumentando que a vitória de qualquer partido político que se opusesse aos democratas garantiria um motim racial.

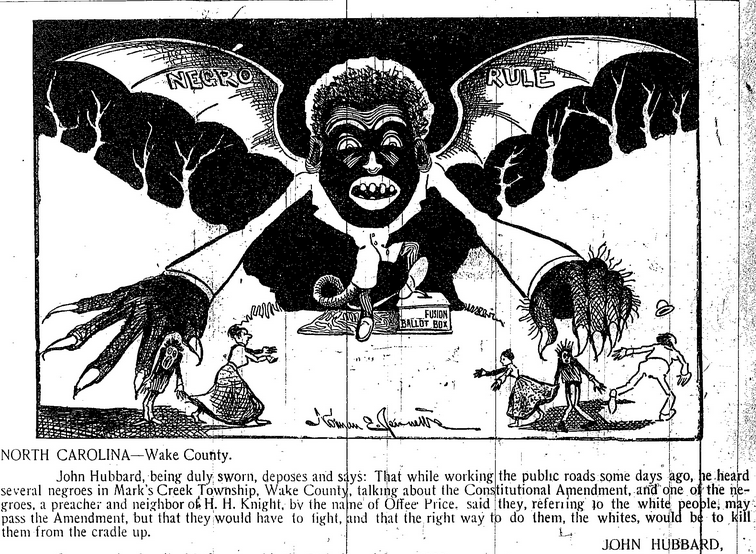
“Negro Rule: Vampiro sobre a Carolina do Norte.” The News & Observer. Ilustração de Norman Jennett. 27 de setembro de 1898.

Os Camisas Vermelhas, frequentemente considerados “cabeça quente” pela elite branca de Wilmington, eram vistos como “rufiões” e pertencentes à “classe baixa”. No entanto, eles conseguiram mobilizar os Camisas Vermelhas pela cidade, organizando uma série de marchas e comícios sob a liderança de Mike Dowling, um simpatizante desempregado. Dowling, um irlandês que havia sido eleito presidente do Sindicato dos Trabalhadores Brancos, foi recentemente destituído de seu cargo de capataz da Fire Engine Company devido a alegações de “incompetência, embriaguez e insubordinação contínua”.
Em 1º de novembro de 1898, Dowling liderou um desfile com mil homens montados a cavalo, que percorreu 16 quilômetros pelos bairros negros de Wilmington, particularmente no Brooklyn. Acompanhados pelos Cavaleiros do Condado de New Hanover e ex-membros dos Rough Riders, sob a liderança de Theodore Swann, o grupo atraiu a atenção de mulheres brancas que agitavam bandeiras e lenços ao longo do percurso. A procissão culminou no prédio do First National Bank, que funcionava como sede do Partido Democrata, onde foram recebidos por políticos democratas diante de uma grande multidão.
No dia seguinte, Dowling organizou uma “manifestação de homens brancos”, convocando todos os homens brancos “fisicamente aptos” a comparecerem armados. Sob a supervisão do chefe Roger Moore, o desfile começou no centro da cidade, marchando novamente pelos bairros negros, onde dispararam contra casas e escolas na Praça Campbell. A procissão culminou no Parque Hilton, onde aproximadamente mil pessoas os receberam com um piquenique e churrasco gratuito, seguidos de discursos provocativos. O futuro representante dos EUA, Claude Kitchin, afirmou: “Nenhum soldado dos Estados Unidos impedirá que os brancos usufruam de seus direitos”, acrescentando que “se um policial negro se aproximar de um homem branco com um mandado, ele deve sair com uma bala na cabeça”.
Antes das eleições, essas reuniões se tornaram eventos diários, com jornais brancos anunciando os horários e locais das manifestações. Alimentos e bebidas alcoólicas gratuitas eram disponibilizados para “incendiar os ânimos e tornar os participantes mais ferozes e intimidadores em sua conduta”. À noite, os comícios assumiam uma atmosfera de festividade, enquanto, nas sombras, grupos começaram a perturbar igrejas negras e patrulhar as ruas como “Patrulhas de Cidadãos Brancos”, usando lenços brancos amarrados em seus braços esquerdos para intimidar e atacar cidadãos negros. Os patrocinadores da campanha da supremacia branca também forneceram uma nova pistola Gatling, avaliada em US$ 1.200 (equivalente a aproximadamente US$ 43.949 em 2023).

### Atmosfera e supressão da defesa dos negros

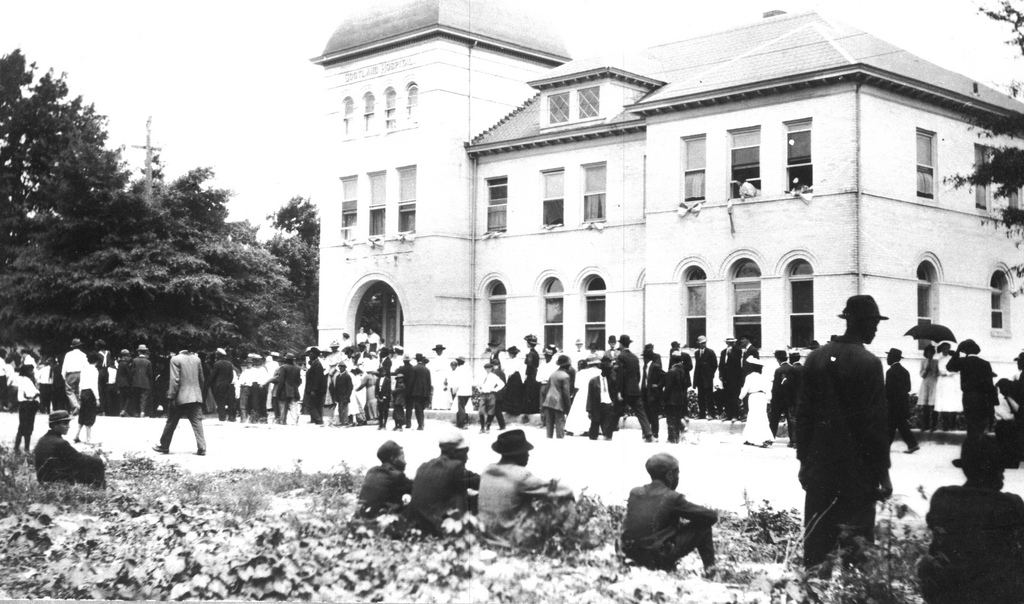
Fim do "Comício dos Homens Brancos" dos Camisas Vermelhas. 2 de novembro de 1898.

A atmosfera da cidade gerava ansiedade e tensão entre a população negra, enquanto provocava histeria e paranoia entre os brancos.
Vários homens negros tentaram adquirir armas e pólvora, como permitido por lei, mas os comerciantes de armas, todos brancos, recusaram-se a realizar as vendas. Esses comerciantes frequentemente informavam aos clubes sobre qualquer tentativa de compra por parte de negros. Alguns buscaram contornar essa situação adquirindo armas de fora do estado, como da Winchester Repeating Arms Company. No entanto, o fabricante redirecionava os pedidos para a filial estadual da Carolina do Norte, que, ao ser informada pela filial local em Wilmington sobre a identidade dos compradores, recusava-se a atendê-los. Entre 1º e 10 de novembro, nenhum negro conseguiu comprar armas, enquanto os comerciantes testemunharam a venda de mais de 400 armas para brancos no mesmo período. As únicas armas em posse da população negra eram alguns mosquetes ou pistolas antigas do exército.
Os jornais fomentavam a ideia de que um confronto era inevitável, espalhando rumores de que os negros estariam adquirindo armas e munição em preparação para um embate. Os brancos começaram a suspeitar que líderes negros estavam conspirando nas igrejas, fazendo discursos incendiários e convocando a comunidade a se armar com balas ou a criar tochas com querosene e fardos de algodão branco roubados.
Os democratas contrataram dois detetives para investigar os rumores, incluindo um detetive negro. No entanto, os detetives concluíram que os residentes negros “não estavam fazendo praticamente nada”. George Rountree escreveria mais tarde que dois outros detetives negros afirmaram que as mulheres negras concordaram em incendiar as casas de seus empregadores e que os homens negros ameaçaram incendiar Wilmington se os supremacistas brancos vencessem a eleição. Para evitar qualquer conspiração negra, os democratas proibiram os negros de se reunirem em qualquer lugar.
Pouco antes da eleição, os Camisas Vermelhas, apoiados pelo Sindicato do Governo Branco, receberam instruções para garantir a vitória dos democratas "a qualquer custo e por qualquer meio necessário, mesmo que isso envolvesse ações extremas contra todos os negros da cidade". O clima de intimidação gerado pelos Camisas Vermelhas instaurou um nível de medo significativo entre a população negra, resultando em um estado de terror quase angustiante à medida que a eleição se aproximava.

## Eleição de 1898

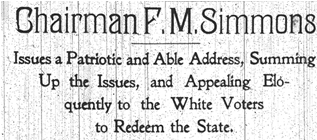
The News and Observer. 3 de novembro de 1898.

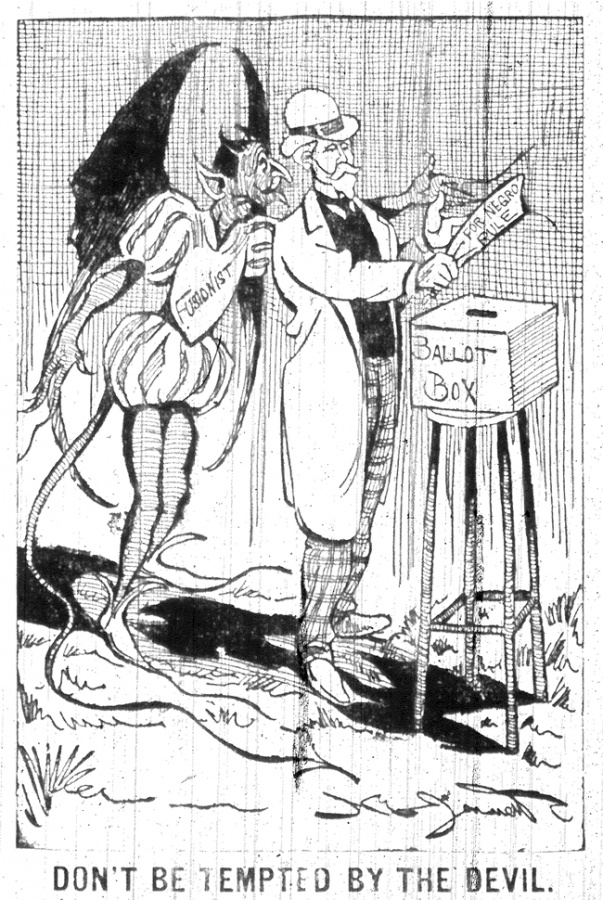
“News and Observer”. 26 de outubro de 1898 por Norman Jennett.

A maioria da população negra, juntamente com muitos republicanos, optou por não votar nas eleições de 8 de novembro, na esperança de evitar a violência, uma vez que os Camisas Vermelhas haviam bloqueado todas as estradas de acesso à cidade e afastado possíveis eleitores negros por meio de disparos. Os Camisas Vermelhas contavam com o apoio do congressista W. W. Kitchin [en].
O governador Russell, que já havia retirado seu nome das urnas do condado, decidiu ir a Wilmington, sua cidade natal, acreditando que poderia ajudar a acalmar a situação. No entanto, ao chegar, foi cercado pelos Camisas Vermelhas, que tentaram linchá-lo.
No final do dia, os democratas conseguiram 6.000 votos, um aumento considerável em comparação aos 5.000 votos do Partido Fusão em uma eleição anterior. Anos depois, foi apurado que esse aumento de 11.000 votos indicava um alto grau de fraude eleitoral. Mike Dowling corroborou essa suspeita ao testemunhar que autoridades do partido democrata instruíram os Camisas Vermelhas sobre onde depositar as cédulas republicanas, que eram então substituídas por votos democratas.
Entretanto, o governo fusionista birracial ainda mantinha o controle em Wilmington, uma vez que o prefeito e o conselho de vereadores não haviam sido reeleitos em 1898.
Na noite seguinte à eleição, os democratas ordenaram que homens brancos patrulhassem as ruas, temendo uma possível retaliação por parte da população negra. No entanto, não houve resposta.

### A Declaração de Independência Branca

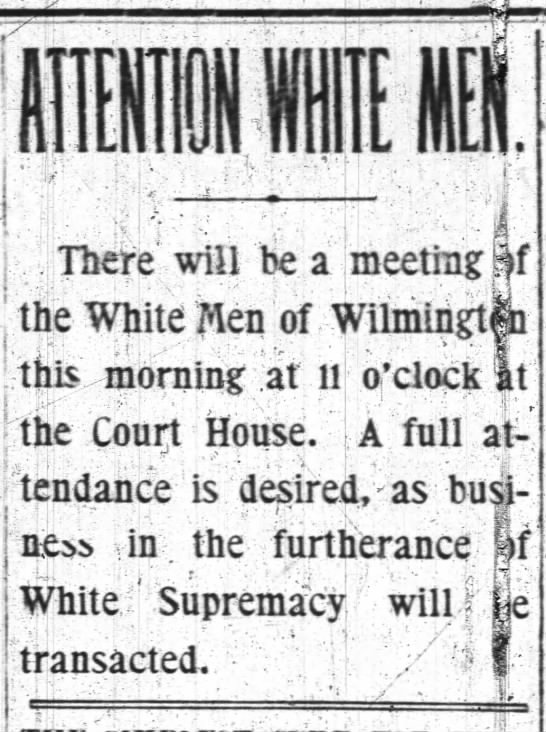
Anúncio no Wilmington Messenger em 9 de novembro de 1898.

Os “Nove Secretos” encarregaram o “Comitê dos Vinte e Cinco”, sob a liderança de Alfred Waddell, de implementar as resoluções contidas em um documento de sua autoria, que exigia a revogação do direito de voto dos negros e a destituição do governo inter-racial recém-eleito. Este documento foi intitulado “Declaração de Independência Branca”.
Os signatários incluíam A.B. Skelding, F.A. Montgomery, B.F. King, Reverendo J.W.S. Harvey, Joseph R. Davis, Dr. W.C. Galloway, Joseph D. Smith, John E. Crow, F.H. Stedman, Gabe Holmes, Junius Davis, Iredell Meares, P.L. Bridgers, W.F. Robertson e C.W. Worth.
No dia da eleição, Hugh MacRae, membro dos Nove Secretos, fez com que o Wilmington Messenger convocasse uma reunião em massa. Naquela noite, o jornal publicou um anúncio intitulado “Atenção, homens brancos”, convocando todos os homens brancos a se reunirem no tribunal na manhã seguinte para discutir assuntos “importantes”.

Na manhã de 9 de novembro, o tribunal estava lotado com 600 homens de diversas profissões e classes econômicas. Hugh MacRae sentou-se à frente, acompanhado do ex-prefeito S.H. Fishblate e outros proeminentes democratas brancos. Quando Alfred Waddell chegou, MacRae lhe entregou uma cópia da “Declaração de Independência Branca”, que Waddell leu para a multidão, “afirmando a supremacia do homem branco”. Ele proclamou que a Constituição dos EUA “não previu a emancipação de uma população ignorante de origem africana”, que “os homens brancos do Condado de New Hanover nunca mais permitirão a participação política dos negros”, que “os negros [devem] parar de antagonizar nossos interesses de todas as formas, especialmente por meio de seu voto” e que a cidade deveria “destinar uma quantidade maior de empregos aos homens brancos, em detrimento dos negros”. O texto completo da Declaração segue:
Acreditando que a Constituição dos Estados Unidos contemplou um governo a ser conduzido por um povo esclarecido; acreditando que seus autores não previram a emancipação de uma população ignorante de origem africana e acreditando que os homens do estado da Carolina do Norte, que se uniram para formar a união, não contemplaram para seus descendentes a sujeição a uma raça inferior.
Nós, os cidadãos abaixo assinados da cidade de Wilmington e do condado de New Hanover, declaramos que não seremos mais governados e nunca mais seremos governados por homens de origem africana.
Em parte, suportamos essa condição porque sentimos que as consequências da guerra de secessão foram tais que nos privaram da justa consideração de muitos de nossos compatriotas.
Embora reconheçamos a autoridade dos Estados Unidos e nos submetamos a ela se for exercida, nem por um momento acreditamos que seja o objetivo de 60 milhões de pessoas de nossa própria raça nos submeter permanentemente a um destino ao qual nenhum anglo-saxão jamais foi forçado a se submeter.
Nós, portanto, acreditando que representamos inequivocamente os sentimentos das pessoas brancas deste condado e desta cidade, por meio deste documento, por nós mesmos e como representantes deles, proclamamos:
1. Que chegou a hora de os cidadãos inteligentes desta comunidade, que possuem 95% da propriedade e pagam impostos proporcionalmente, acabarem com o domínio dos negros.
2. Que não toleraremos a ação de homens brancos inescrupulosos que se associam aos negros para que, por meio de seu voto, possam dominar o elemento inteligente e econômico da comunidade, fazendo com que os negócios fiquem estagnados e o progresso esteja fora de questão.
3. Que o negro demonstrou, ao antagonizar nossos interesses de todas as formas, e especialmente por meio de seu voto, que é incapaz de perceber que seus interesses são e devem ser idênticos aos da comunidade.
4. Que o elemento progressista em qualquer comunidade é a população branca e que a concessão de quase todos os empregos a trabalhadores negros tem sido contra os melhores interesses deste condado e desta cidade, e é razão suficiente para que a cidade de Wilmington, com suas vantagens naturais, não tenha se tornado uma cidade de pelo menos 50.000 habitantes.
5. Que propomos, no futuro, dar aos homens brancos uma grande parte do emprego até agora dado aos negros, porque percebemos que as famílias brancas não podem prosperar aqui a menos que haja mais oportunidades de emprego para os diferentes membros de suas famílias.
6. Que nós, homens brancos, esperamos viver pacificamente nesta comunidade; ter e prover proteção absoluta para nossas famílias, que estarão a salvo de insultos ou ferimentos de todas as pessoas, sejam elas quais forem. Estamos preparados para tratar os negros com justiça em todos os assuntos que não envolvam o sacrifício da parte inteligente e progressista da comunidade. Mas estamos igualmente preparados agora e imediatamente para fazer valer o que sabemos ser nossos direitos.
7. Que temos estado, em nosso desejo de harmonia e paz, cegos tanto para nossos interesses quanto para nossos direitos. Chegamos ao clímax quando o jornal negro desta cidade publicou um artigo tão vil e calunioso que, na maioria das comunidades, teria resultado em um linchamento [referindo-se ao editorial de Alexander Manly no The Wilmington Daily Report] e, ainda assim, não há punição, prevista pelos tribunais, adequada para a ofensa. Portanto, devemos ao povo desta comunidade e cidade, como proteção contra tal licença no futuro, que o “The Record” deixe de ser publicado e que seu editor [ou seja, Manly] seja banido desta comunidade.
8. Exigimos que ele deixe a cidade para sempre dentro de 24 horas após a emissão desta Proclamação. Em segundo lugar, que a prensa de impressão da qual o “The Record” foi publicado seja enviada da cidade sem demora; que sejamos notificados dentro de 12 horas sobre a aceitação ou rejeição dessa exigência.

Se a exigência for aceita, aconselhamos tolerância por parte dos homens brancos. Se a exigência for recusada ou se nenhuma resposta for dada dentro do prazo mencionado, o editor, Manly, será expulso à força.
A multidão aplaudiu Waddell de pé, e 457 pessoas assinaram a proclamação, que seria publicada nos jornais sem revelar a identidade dos signatários. O grupo decidiu então dar aos moradores negros da cidade um prazo de 12 horas para cumprir as ordens estabelecidas. Alexander Manly já havia fechado sua imprensa e deixado Wilmington quando foi alertado por um amigo branco sobre o iminente risco de linchamento pelos Camisas Vermelhas. Esse amigo forneceu a Manly US$ 25 e uma senha para que ele pudesse passar pelos guardas brancos na Fulton Bridge, uma vez que grupos de Camisas Vermelhas estavam patrulhando as margens, os trens e os barcos a vapor.

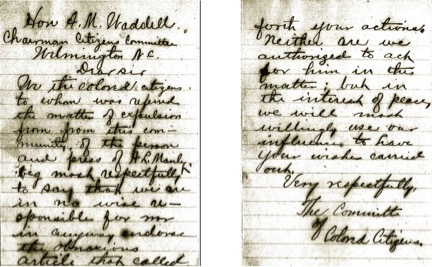
Carta contestada do “Comitê de Cidadãos de Cor” para Waddell. 9 de novembro de 1898.

Ao se aproximar dos guardas, Manly, junto com seu irmão Frank e outros dois homens de pele clara, Jim Telfain e Owen Bailey, conseguiram passar sem serem identificados. Os guardas, acreditando que os quatro homens eram brancos, até os convidaram para uma “festa da gravata” que planejavam realizar naquela noite para “aquele canalha do Manly”. Além disso, os guardas carregaram suas carroças com rifles Winchester para se prepararem caso avistassem Manly ao saírem da cidade.
O Comitê dos Vinte e Cinco, sob a liderança de Waddell, convocou o Comitê de Cidadãos de Cor (CCC), um grupo de 32 cidadãos negros proeminentes, para uma reunião no tribunal às 18 horas. Durante essa reunião, o CCC foi informado sobre o ultimato e instruído a orientar o restante da comunidade negra da cidade a se alinhar às exigências. Quando os representantes negros tentaram argumentar, afirmando que não podiam controlar as ações de Manly ou de outros, Waddell respondeu que “já havia passado da hora de falar”.
Os homens negros deixaram o tribunal e se dirigiram à barbearia de David Jacob, na Rua Dock, onde redigiram uma resposta ao ultimato do comitê. O advogado Armond Scott foi encarregado de entregar pessoalmente a resposta na casa de Waddell, localizada nas ruas Fifth and Princess, às 7h30 do dia seguinte, 10 de novembro. No entanto, Scott sentiu medo e optou por deixar a resposta na caixa de correio de Waddell. Posteriormente, ele afirmou que a carta publicada por Waddell nos jornais não era a mesma que ele havia redigido, esclarecendo que sua versão expressava que Manly havia encerrado a publicação do The Daily Record duas semanas antes da eleição, eliminando, assim, a “suposta base de conflito entre as raças”.

## Massacre e golpe de Estado
Alfred Waddell [en] e o Comitê dos Vinte e Cinco supostamente não receberam uma resposta do Wilmington Committee of Colored Citizens (CCC) até as 7h30 do dia 10 de novembro, embora não esteja claro quando Waddell verificou sua caixa de correio. Cerca de 45 minutos depois, Waddell reuniu aproximadamente 500 empresários e veteranos brancos no arsenal de Wilmington. Armados com rifles e uma pistola Gatling, Waddell liderou o grupo até o escritório de dois andares do The Daily Record, o jornal de propriedade negra da cidade. Eles invadiram o prédio do editor Alexander Manly [en], vandalizaram as instalações, encharcaram o piso de madeira com querosene, incendiaram o edifício e destruíram o que encontraram. Simultaneamente, jornais negros em todo o estado estavam sendo atacados. Além disso, a entrada de negros e de republicanos brancos foi negada em centros urbanos em várias localidades do estado.

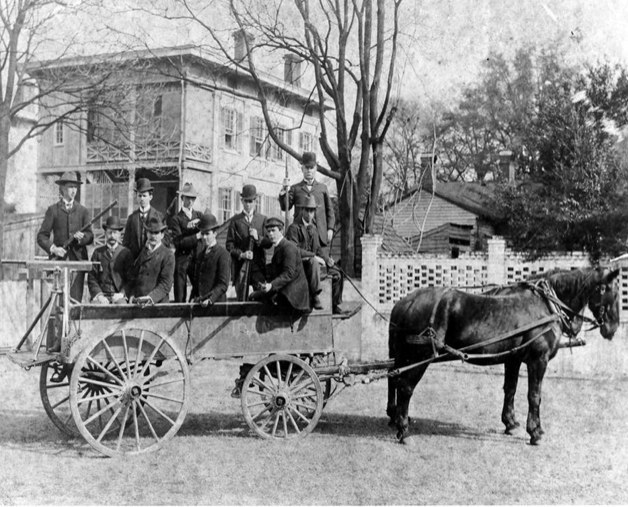
Infantaria Leve de Wilmington.

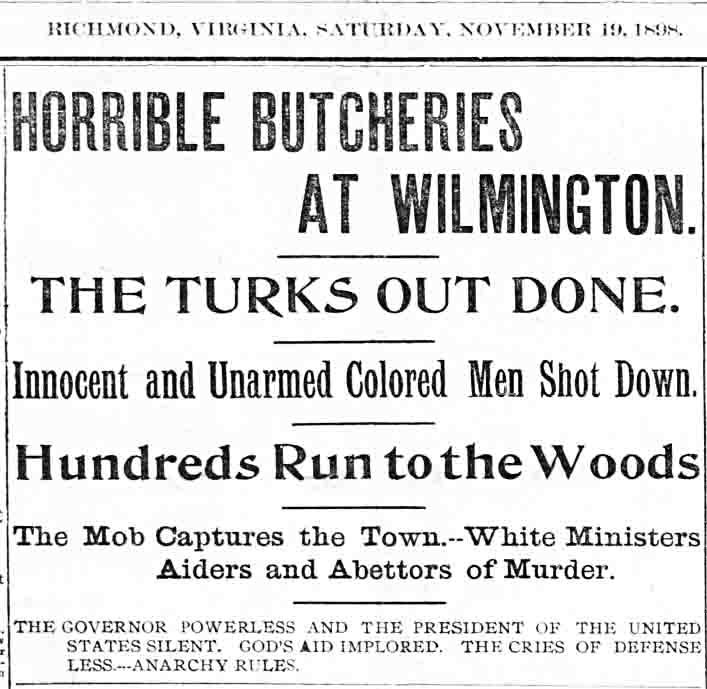
Golpe de Wilmington, descrito no en no dia 19 de novembro de 1898.

Após o incêndio, a multidão de vigilantes brancos aumentou para cerca de 2.000 homens. Circulou um boato de que alguns negros haviam atirado em um pequeno grupo de homens brancos a um quilômetro de distância da gráfica. Em seguida, os homens brancos entraram nos bairros negros de Wilmington, destruindo negócios e propriedades dos negros e agredindo os habitantes negros com a mentalidade de matar “todos os negros que encontrassem pela frente”.
Enquanto Waddell liderava um grupo para dissolver e expulsar o governo eleito da cidade, a multidão branca se revoltou. Armada com espingardas, a turba atacou os negros em Wilmington, com ênfase no Brooklyn, o bairro de maioria negra.
Pequenas patrulhas foram espalhadas pela cidade e continuaram suas atividades até o anoitecer. Walker Taylor, autorizado pelo governador Russell, comandou as tropas da Infantaria Leve de Wilmington, que haviam retornado recentemente da Guerra Hispano-Americana, e a Reserva Naval federal, levando-as ao Brooklyn para conter o que era considerado um "motim". Essas forças intimidaram as multidões, disparando armas de fogo e resultando na morte de vários homens negros. Centenas de negros buscaram abrigo nos pântanos próximos, fugindo da violência.
Quando a violência se intensificou, Waddell liderou um grupo em direção ao prefeito republicano, Silas P. Wright. Sob a ameaça de armas, Waddell forçou Wright, o conselho de vereadores e o chefe de polícia a renunciar. Em seguida, um novo conselho municipal foi instalado, e Waddell foi eleito prefeito às 16 horas daquele dia.
Imediatamente após sua nomeação, os “Nove Secretos” forneceram a Waddell uma lista de republicanos proeminentes que ele deveria banir da cidade. Na manhã seguinte, acompanhado por George L. Morton e pela Infantaria Leve de Wilmington, Waddell retirou seis negros proeminentes da lista de Wilmington; os demais já haviam fugido.
Waddell os colocou em um trem com destino ao norte, em um vagão especial com guardas armados, que foram instruídos a levá-los até a fronteira do estado. Posteriormente, Waddell reuniu os brancos da lista e os expôs a uma grande multidão, permitindo que G.Z. French fosse arrastado pelo chão e quase linchado em um poste telefônico, antes de finalmente ser autorizado a embarcar no trem e deixar a cidade.

## Depois

### Wilmington

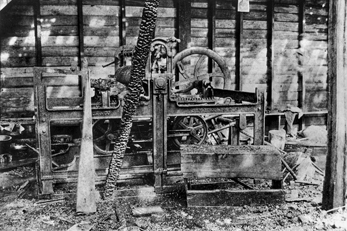
The Daily Record incendiado.

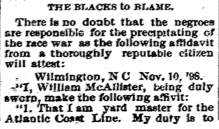
en culpa os negros. 11 de novembro de 1898.

O golpe foi considerado um sucesso pela elite empresaria. O número de negros mortos pela multidão até o final do dia 10 de novembro é incerto, com estimativas variando amplamente: “cerca de 20”, “mais de vinte”, “até 60”, “pelo menos sessenta”, “90”, “mais de cem” e até “mais de 300”. Além disso, um número adicional, estimado entre 20 e 50, foi banido e forçado a deixar a cidade pela multidão.
O Rev. J. Allen Kirk descreveu a experiência de forma vívida e aterradora, destacando o clima de terror e a brutalidade enfrentada pela população negra. Ele retratou a cena como uma verdadeira catástrofe, onde gritos de mães e crianças ecoavam, e a cidade estava repleta de corpos. As pessoas foram forçadas a buscar abrigo em pântanos e florestas, enquanto a violência e a opressão dominavam as ruas. Kirk enfatizou o desespero e a impotência da comunidade negra, que se viu submetida a um controle militar, sem a possibilidade de defesa ou proteção. Sua declaração capturou a intensidade do sofrimento e a magnitude da tragédia, refletindo um momento de profunda violência racial e desumanização.

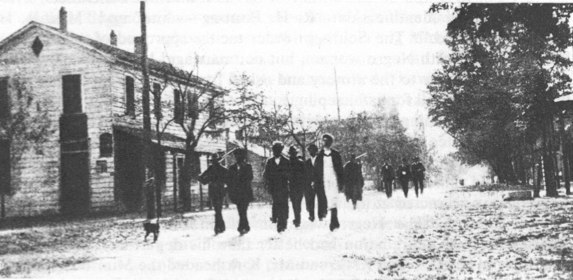
Negros expulsos pela Infantaria Leve de Wilmington

Após os ataques, muitos afro-americanos buscaram reparação em nível federal, mas alguns culparam Manly por instigar os eventos ao desafiar os supremacistas brancos. Em uma entrevista ao New York Times em 21 de novembro, John C. Dancy afirmou que Manly era responsável pelos ataques, alegando que, antes de seus editoriais, as relações entre as comunidades eram "muito cordiais e amigáveis", embora acrescentasse que os homens brancos do Sul não toleravam qualquer crítica relacionada às suas mulheres. O jornalista John Edward Bruce [en] expressou uma opinião similar, criticando as tentativas de Manly de "revolucionar a ordem social". O Conselho Nacional Afro-Americano [en] também convocou um dia de jejum, pedindo aos afro-americanos que realizassem "uma confissão sincera de nossos próprios pecados", sem condenar a ação dos supremacistas brancos.
Com a saída de Alex e Frank G. Manly, proprietários do The Daily Record, mais de 2.000 afro-americanos abandonaram Wilmington, forçados a deixar seus negócios e propriedades, o que resultou na redução significativa da classe profissional e artesanal da cidade, transformando-a de uma comunidade predominantemente negra para uma de maioria branca. Embora alguns brancos tenham sofrido ferimentos, não houve registro de mortes entre eles. Os apelos dos moradores a President William McKinley por assistência para a recuperação da destruição no Brooklyn não receberam resposta, pois a Casa Branca indicou que não poderia agir sem um pedido do governador, que não havia solicitado ajuda.
No 6º Distrito, Oliver Dockery disputou a cadeira de John Bellamy no Congresso, mas não obteve sucesso. A perda de mão de obra negra e a recusa em contratá-los beneficiaram o movimento trabalhista branco em termos de disponibilidade de empregos; no entanto, muitos homens brancos ficaram desapontados com as oportunidades disponíveis, que eram consideradas "empregos de negros" com "salários de negros". Após a usurpação do poder por Waddell, ele e sua equipe foram reeleitos em março de 1899 para cargos municipais, e Waddell permaneceu como prefeito até 1905. Ele publicou suas memórias em 1907 e faleceu em 1912.
| Nome                  | Função                    | Vida posterior dos líderes do golpe |
| --------------------- | ------------------------- | --- |
| Charles Aycock        | Organizador               | Tornou-se o 50º governador da Carolina do Norte. Em 1900, defendeu a violência da multidão como sendo justificada para preservar a paz, dizendo: “Esse não foi um ato de homens desordeiros ou sem lei. Foi um ato de comerciantes, fabricantes, ferroviários - um ato em que todos os homens dignos desse nome se juntaram. Fez um famoso discurso em 1903 sobre como a Carolina do Norte resolveu o “Problema dos Negros”. Candidatou-se ao Senado dos EUA em 1912 contra Furnifold Simmons, mas faleceu antes de a campanha ser decidida. Há estátuas em sua homenagem no Capitólio e no Capitólio do Estado da Carolina do Norte. |
| John Bellamy          | Orador                    | Tornou-se senador pelo estado da Carolina do Norte e congressista dos Estados Unidos. |
| Josephus Daniels      | News & Observer           | Nomeado Secretário da Marinha pelo Presidente Woodrow Wilson durante a Primeira Guerra Mundial. Tornou-se amigo íntimo de Franklin D. Roosevelt, a quem Daniels nomeou como Secretário Assistente da Marinha [en]. Depois que Roosevelt se tornou presidente dos EUA, ele retribuiu o favor nomeando Daniels como embaixador no México entre 1933 e 1941. Em 1985, uma estátua foi erguida em sua homenagem na Praça Nash. A estátua permaneceu até 2020, quando foi removida por sua família após o assassinato de George Floyd. |
| Mike Dowling          | Camisas Vermelhas         | Recebeu um dos 250 cargos “especiais” de policial e bombeiro. Dowling testemunhou no processo de Oliver Hockery que contestava a validade da eleição de John Bellamy, revelando muito sobre a organização do golpe. |
| Rebecca Felton        | Apoiadora de linchamentos | Honrada com a nomeação para o Senado dos Estados Unidos. Tornou-se a primeira mulher a servir no Senado, embora tenha servido apenas por um dia. Uma importante sufragista feminin a que defendeu a igualdade. |
| Robert Broadnax Glenn | Orador                    | Tornou-se senador do Estado da Carolina do Norte, depois governador da Carolina do Norte e ministro ordenado. |
| Tom Jarvis            | Orador                    | Ajudou a fundar a Universidade da Carolina do Leste, onde o salão residencial mais antigo da escola foi batizado em sua homenagem. Em Greenville, Carolina do Norte, a Igreja Metodista Unida e uma rua foram batizadas em sua homenagem. |
| Norman Jennett        | Cartunista                | Foi presenteado com US$ 63 (equivalente a US$ 2.307 em 2023) pelos democratas em agradecimento por seus “serviços de assistência na redenção do estado”. Passou a trabalhar para o New York Herald e o The Evening Telegram [en], e foi autor de uma história em quadrinhos, “The Monkey Shines of Marseleen”. |
| Claude Kitchin        | Orador                    | Congressista de longa data dos EUA. Fez parte do Comitê de Formas e Meios da Câmara e o presidiu por quatro anos. Tornou-se líder da maioria da Câmara. |
| Walter Linton Parsley | Um dos "Nove Secretos"    | Doou um terreno para ser usado como escola, que recebeu o nome de Walter L. Parsley Elementary School, possivelmente em referência a seu neto, também chamado Walter L. Parsley. O mascote da escola são os Patriots. O nome da escola foi mudado para Masonboro Elementary algum tempo depois que uma petição de 2020 circulou para solicitá-lo como resultado do legado do nome. |
| Hugh MacRae           | Um dos "Nove Secretos"    | Doou um terreno nos arredores de Wilmington ao condado de New Hanover para um parque “somente para brancos”, que recebeu seu nome. Uma placa em sua homenagem está no parque, embora omita seu papel no golpe. O Parque Hugh MacRae, como era conhecido, teve seu nome alterado para Parque Long Leaf em 2020. |
| Cameron Morrison      | Orador                    | Tornou-se governador da Carolina do Norte. Também foi senador e congressista dos Estados Unidos. |
| George Rountree       | Patrocinador da WGU       | Tornou-se deputado da Carolina do Norte e patrocinou uma legislação para manter os negros sem direitos com uma “cláusula do avô [en]”. Cofundador da Associação de Advogados da Carolina do Norte [en]. |
| Furnifold Simmons     | Gerente de campanha       | Tornou-se senador dos EUA e manteve sua cadeira por 30 anos. Presidente do Comitê de Finanças por seis anos e concorreu, sem sucesso, à presidência em 1920. |
| Ben Tillman           | Orador                    | Senador dos EUA por quase 25 anos. Frequentemente ridicularizava os negros no plenário do Senado dos EUA e se gabava de ter ajudado a matá-los durante a campanha para governador da Carolina do Sul em 1876. Tem um prédio nomeado [en] em sua homenagem na Universidade Clemson. |
| Alfred Waddell        | Orador; líder do golpe    | Entrou na corrida para o Senado da Carolina do Norte em 1900, mas desistiu, alegando uma doença na família. Permaneceu como prefeito de Wilmington até 1905. Antes de morrer em 1912, foi o principal orador na inauguração do monumento aos confederados no Tribunal do Condado de Forsyth, onde foi elogiado. |
| Francis Winston       | Gerente de campanha       | Charles Aycock, nomeou-o juiz do Tribunal Superior do Segundo Distrito Judicial. Eleito vice-governador. Atuou como Procurador dos Estados Unidos para o Distrito Leste da Carolina do Norte. |

#### Privação do direito de voto
Para assegurar a permanência do "bom governo do Partido dos Brancos", os "Nove Secretos" designaram George Rountree na legislatura estadual, com a missão de garantir a exclusão dos negros do processo eleitoral e de evitar que os republicanos brancos se alinhassem politicamente com os negros. Em 6 de janeiro de 1899, Francis Winston apresentou um projeto de lei de sufrágio visando a exclusão dos negros. Rountree passou a presidir um comitê especial que supervisionava a emenda de privação de direitos, que tinha como objetivo contornar a Constituição dos EUA, que assegurava o direito de voto aos negros.
A legislatura aprovou uma lei que exigia que novos eleitores pagassem uma taxa de votação, além de uma emenda constitucional estadual que obrigava os potenciais eleitores a demonstrar às autoridades locais a capacidade de ler e escrever qualquer seção da Constituição. Essas práticas discriminavam tanto os brancos pobres quanto mais de 50.000 homens negros. Para minimizar o impacto dessa lei sobre os brancos pobres, Rountree invocou a "cláusula do avô", que garantiu o direito de registro e voto, desconsiderando o requisito de alfabetização, caso o eleitor ou seu antepassado direto fosse elegível para votar em seu estado antes de 1º de janeiro de 1867. Essa cláusula excluía praticamente todos os negros do direito de voto.
A cláusula permaneceu em vigor até 1915, quando foi considerada inconstitucional pela Suprema Corte.

#### Início do “Jim Crow”
Após o golpe, os democratas começaram a implementar as primeiras leis de hierarquia racial no estado, proibindo que negros e brancos se sentassem juntos em trens, barcos a vapor e tribunais, e exigindo o uso de Bíblias separadas. Quase todos os aspectos da vida pública foram regulamentados para manter a separação entre brancos e negros.
Essas leis, resultado da breve aliança política entre negros e brancos pobres, não apenas incentivaram os brancos a ver os negros como párias e marginalizados, mas também os recompensaram social e psicologicamente por essa visão. Isso contribuiu para uma separação voluntária; antes da insurreição, brancos e negros em Wilmington viviam próximos, mas, nos anos seguintes, a segregação física aumentou em todo o estado. O valor das casas, o status social e a qualidade de vida dos brancos melhoraram à medida que se distanciavam fisicamente dos negros. Essa dinâmica reduziu a democracia política na região e fortaleceu o domínio oligárquico dos descendentes da antiga classe escravocrata.
Até 1908, democratas de outros estados do sul começaram a seguir o exemplo da Carolina do Norte, suprimindo o voto dos negros por meio de leis de privação de direitos e emendas constitucionais. Eles também aprovaram legislações que estabeleciam a segregação racial em instalações públicas e impuseram restrições semelhantes à lei marcial para os afro-americanos. Naquela época, a Suprema Corte dos EUA apoiou essas medidas.

### Eleições de 1900
Dois anos após o golpe, os democratas se apresentaram novamente, argumentando que a “dominação negra” justificava a privação do voto dos negros. O candidato a governador, Charles Aycock, que também foi um dos oradores da campanha, usou os eventos de Wilmington como um aviso para aqueles que ousassem desafiar os democratas, afirmando que a privação do voto era necessária para manter a paz. Quando os votos em Wilmington foram contados, apenas 26 pessoas votaram contra a privação de direitos dos negros, evidenciando o impacto político do golpe.
| Ano  | Voto Republicano | Voto Democrata | Voto Populista | Total   |
| ---- | ---------------- | -------------- | -------------- | ------- |
| 1896 | 154.025          | 145.286        | 30.943         | 330.254 |
| 1900 | 126.296          | 186.650        | 0              | 312.946 |
| 1904 | 79.505           | 128.761        | 0              | 208.266 |

## Recontagem histórica

### “Motim racial”

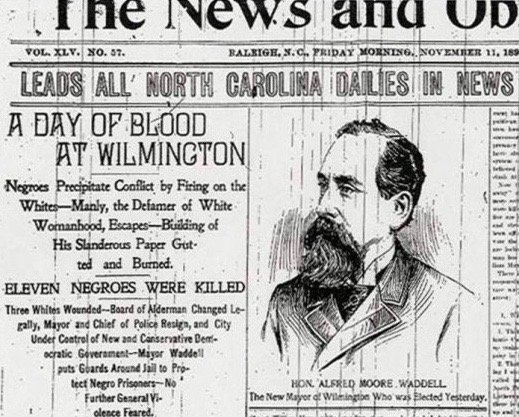
The News & Observer de Raleigh. Reenquadramento de eventos.

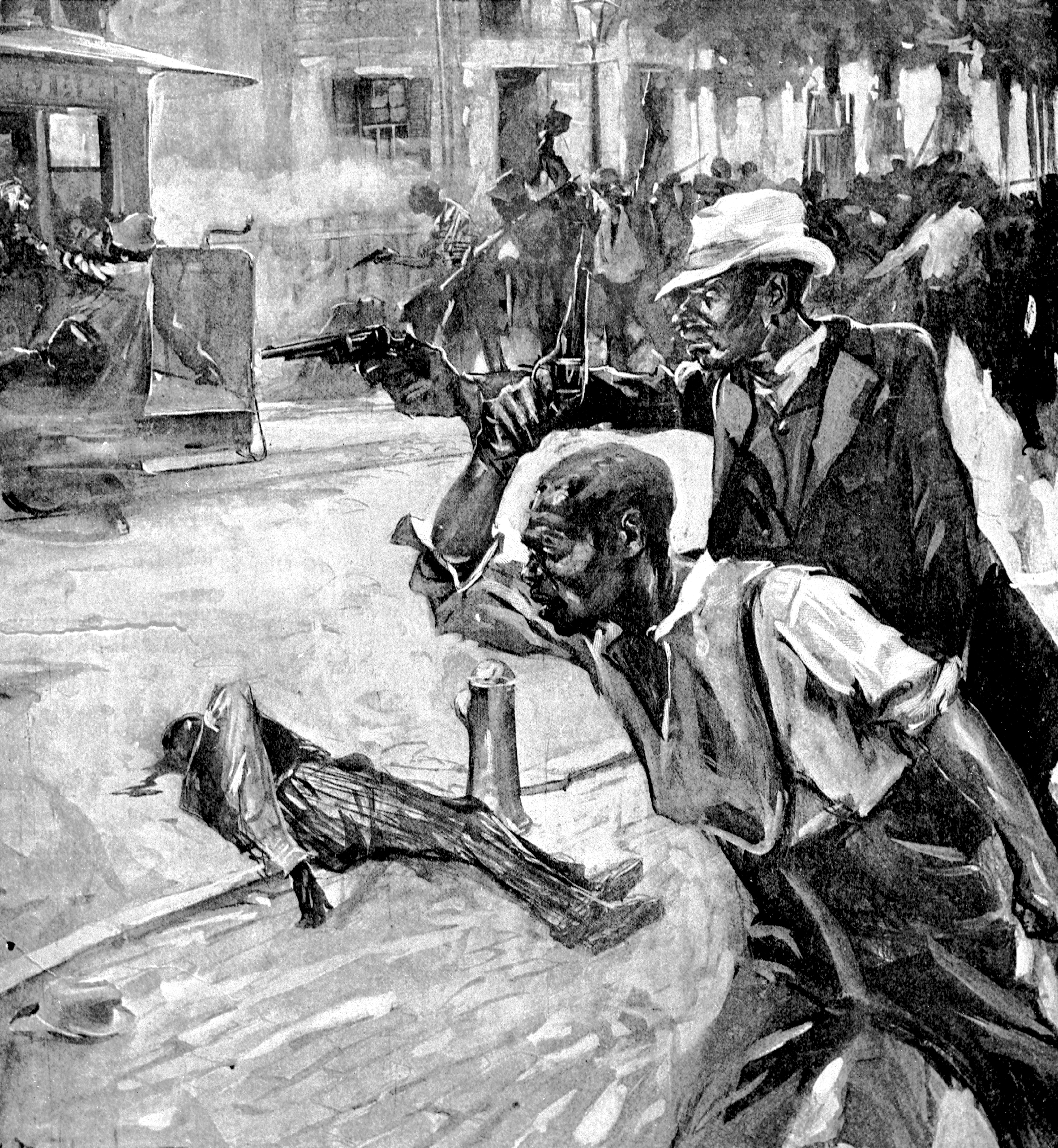
Ilustração de Hugh W. Ditzler para o livro de Alfred Waddell "A história dos motins raciais de Wilmington, N.C.". Collier's Weekly, 26 de novembro de 1898.

Em 26 de novembro de 1898, a Collier's Weekly [en] publicou um artigo de Waddell sobre a derrubada do governo, intitulado “The Story of The Wilmington, North Carolina, Race Riots” ("A História dos Motins Raciais em Wilmington, Carolina do Norte"). Este artigo incluiu um dos primeiros usos do termo “motim racial”.

Embora Waddell tenha prometido “sufocar o rio Cape Fear com carcaças” e alguns membros da multidão branca tenham posado para uma fotografia em frente aos restos carbonizados do The Daily Record, ele se apresentou como um líder relutante e não violento, um “herói acidental” chamado a agir em “condições intoleráveis”. Ele descreveu a multidão branca não como assassinos infratores da lei, mas como cidadãos pacíficos que buscavam restaurar a ordem. Qualquer violência cometida por brancos foi apresentada como acidental ou em legítima defesa, diluindo a responsabilidade e sugerindo que a culpa estava de ambos os lados:
Exigiu-se que os negros respondessem ao nosso ultimato [destruir o jornal negro e deixar a cidade para sempre, ou destruí-lo/ser removido à força], e a resposta deles foi atrasada ou desviada (propositalmente ou não, não sei), e isso causou todo o problema. As pessoas vieram até mim. Embora dois outros homens estivessem no comando, eles exigiram que eu os liderasse. Peguei meu rifle Winchester, assumi minha posição à frente da procissão e marchei até o escritório da “Record”. Nosso objetivo era apenas destruir a imprensa. Levei dois homens até a porta, quando nosso pedido de abertura não foi atendido, e a arrombei. Não fui eu pessoalmente, pois não tenho força para isso, mas os que estavam comigo o fizeram.
Destruímos a casa [do jornal]. Acredito que o incêndio que ocorreu foi puramente acidental; certamente não foi intencional de nossa parte. [...]
Em seguida, levei a coluna de volta pelas ruas até o arsenal, alinhei-os, fiquei na varanda e fiz um discurso para eles. Eu disse: “Agora, vocês cumpriram o dever que me pediram para levá-los a cumprir. Agora, vamos voltar tranquilamente para nossas casas, cuidar de nossos negócios e obedecer à lei, a menos que sejamos forçados, em legítima defesa, a agir de outra forma”. Voltei para casa. [...] Em cerca de uma hora, ou menos, os problemas começaram no outro extremo da cidade, quando os negros começaram a vir para cá. Eu não estava lá na ocasião. [...]
Então, eles pegaram sete dos líderes negros, trouxeram-nos para o centro da cidade e os colocaram na cadeia. Nessa época, eu já havia sido eleito prefeito. Foi certamente a atuação mais estranha da história americana, embora tenhamos literalmente seguido a lei, como os próprios fusionistas a fizeram. Não houve um único ato ilegal cometido na mudança de governo. Simplesmente, a antiga diretoria saiu e a nova diretoria entrou - estritamente de acordo com a lei. Com relação aos homens que foram levados para a cadeia, uma multidão disse que pretendia destruí-los; que eles eram os líderes e que iriam tirar os homens da cadeia... Eu mesmo fiquei acordado a noite toda, e as forças ficaram acordadas a noite toda, e salvamos a vida daquelas criaturas miseráveis.
Esperei até a manhã seguinte, às nove horas, e então fiz com que as tropas formassem um quadrado oco em frente à cadeia. Colocamos os canalhas no meio do quadrado e marchamos com eles até a estação ferroviária. Comprei e dei a eles passagens para Richmond e disse-lhes que fossem embora e nunca mais aparecessem. Aquele grupo era todo de negros...
Os negros daqui sempre declararam ter fé em mim. Quando fiz o discurso na Opera House, eles ficaram atônitos. Um dos líderes disse: “Meu Deus! Quando um homem tão conservador como o Coronel Waddell fala em encher o rio com negros mortos, eu quero sair da cidade!” Desde esse problema, muitos negros vieram até mim e disseram que estavam felizes por eu ter assumido o controle. [...]
Quanto ao governo que estabelecemos, ele é perfeitamente legal. A lei, aprovada pela própria Legislatura Republicana, foi cumprida. Não houve intimidação no estabelecimento do atual governo municipal. O antigo governo estava satisfeito com sua ineficiência e imbecilidade total e acreditava que, se não renunciasse, seria expulso da cidade. [...]

Acredito que os negros estão tão contentes quanto os brancos com o fato de a ordem ter saído do caos. [...]
Embora indivíduos de ambas as raças tenham apontado a violência apoiada pelos democratas como a causa do incidente, a narrativa nacional posicionou os negros como agressores, legitimando o golpe como uma resposta direta à suposta agressão negra. Por exemplo, o The Atlanta Constitution [en], um jornal de Atlanta, Geórgia, justificou a violência como uma defesa da honra branca e uma resposta necessária contra o “elemento criminoso dos negros”, reforçando estereótipos sobre a violência negra.
As complexas razões por trás do golpe foram ignoradas no relato de Waddell, que desconsiderou a derrubada como uma conspiração cuidadosamente planejada, apresentando-a como um evento que “aconteceu espontaneamente” e ajudando a solidificar o Sul Sólido. Acompanhado pela ilustração de Hugh Ditzler, que mostrava os negros como agressores armados, Waddell e Ditzler ajudaram a definir e ilustrar o termo “motim racial”, estabelecendo um precedente que ainda é utilizado atualmente.
Em 2000, o Legislativo da Carolina do Norte mencionou esse termo ao criar a Comissão de Motins Raciais de Wilmington de 1898, e é a terminologia adotada até hoje pelos Arquivos Estaduais da Carolina do Norte [en], pelo Departamento de Recursos Naturais e Culturais da Carolina do Norte [en] e pela Biblioteca Estadual da Carolina do Norte [en] em sua NCPedia online.

### “Massacre” vs. “Insurreição”
O relato de Waddell na Harper's Weekly apresentou a violência e o golpe sob uma perspectiva "nobre", comparando os eventos à causa dos "Homens do Cabo do Medo" durante a Revolução Americana. Para muitos brancos, essa interpretação se consolidou, com os autores do golpe sendo considerados heróis "revolucionários" que lideraram uma "insurreição" contra uma suposta ameaça da população negra. Imediatamente após o golpe, os participantes começaram a reformular a linguagem utilizada para descrever os eventos.

Por outro lado, os sobreviventes negros e a comunidade local caracterizaram o evento como um "massacre". Um dos sobreviventes, o Rev. Charles S. Morris, que fugiu da cidade, compartilhou sua versão dos acontecimentos com a Associação Internacional de Clérigos de Cor em janeiro de 1899:
Nove negros foram massacrados; vários foram feridos e caçados como perdizes na montanha; um homem, corajoso o suficiente para lutar contra tais probabilidades, seria aclamado como herói em qualquer outro lugar, teve o privilégio de correr em uma rua larga, onde afundou até os tornozelos na areia, enquanto multidões de homens se enfileiravam nas calçadas e o crivavam com um litro de balas enquanto ele passava sangrando por suas portas; outro negro levou vinte tiros nas costas enquanto pulava de mãos vazias uma cerca; milhares de mulheres e crianças fugindo aterrorizadas de suas casas humildes na escuridão da noite. ... agachados, aterrorizados com a vingança daqueles que, em nome da civilização e com a bênção dos ministros do Príncipe da Paz, inauguraram a reforma da cidade de Wilmington no dia seguinte à eleição, expulsando um grupo de funcionários brancos e preenchendo seus lugares com outro grupo de funcionários brancos - um sendo republicano e o outro democrata. Tudo isso aconteceu, não na Turquia, nem na Rússia, nem na Espanha, nem nos jardins de Nero, nem nas masmorras de Torquemada, mas a trezentas milhas da Casa Branca, no melhor Estado do Sul, em um ano do século XX, enquanto a nação estava de joelhos agradecendo a Deus por ter permitido que ela tirasse o jugo espanhol do pescoço de Cuba. Essa é a nossa civilização. Este é o jardim de infância de ética e bom governo de Cuba. Essa é a regra de ouro conforme interpretada pelo púlpito branco de Wilmington.
Os revisionistas contestam o aspecto supremacista branco do evento, frequentemente 1) negando a culpabilidade dos atores brancos e 2) enquadrando suas ações como nobres.
Argumentos que negam a responsabilidade costumam atribuir a culpa aos negros, desviando-a dos brancos e colocando-a sobre os residentes negros e seus aliados. Os argumentos "nobres" sustentam que os brancos não eram indivíduos mal-intencionados, mas sim pessoas honradas lutando por "lei e ordem". Ao não reconhecer que esses agentes buscavam a "lei e a ordem" por meio da criminalidade e da violência, perpetuam a ideia de que suas ações e os valores de seus ancestrais são dignos.
A classificação do evento como "motim", "insurreição", "rebelião", "revolução" ou "conflito" prevaleceu até o final do século XX, em grande parte porque os relatos dos sobreviventes negros foram minimizados, ignorados ou omitidos. Com a destruição do The Daily Record, não havia veículos de comunicação que registrassem as experiências da população negra. Além disso, a adoção pelo Sul da perspectiva literária e cultural de Jubal Early, relacionada à Causa Perdida, transformou a violência perpetrada por brancos durante a Guerra Civil Americana, a Reconstrução e a era Jim Crow em uma narrativa de reivindicação e renovação.
A narrativa da Causa Perdida permitiu uma unificação emocional entre o Norte e o Sul, trazendo sentimentalismo através de argumentos políticos, celebrações, rituais e monumentos públicos que possibilitaram aos brancos sulistas reconciliar seu orgulho regional com sua identidade americana. Essa narrativa também proporcionou tradições conservadoras e um modelo de devoção e coragem masculinas, em um período marcado por ansiedades de gênero e desafios econômicos. Entretanto, historiadores apontam que essa união foi "um fenômeno exclusivo dos brancos, cujo preço foi o sacrifício dos afro-americanos”.
A dissonância na nomenclatura desse evento, entre negros e brancos, gerou controvérsias sobre como abordar sua recontagem histórica e como lidar com as consequências resultantes.

### Comissão do Centenário de 1998

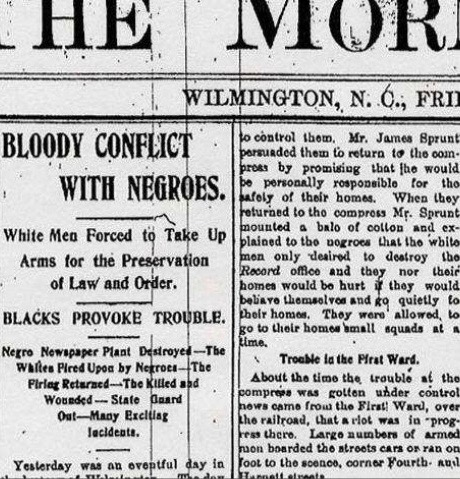
Morning Star.

No início da década de 1990, diferentes grupos da cidade começaram a contar e interpretar as histórias dos eventos de 1898 de maneiras distintas, despertando interesse em discutir e reconhecer o golpe, assim como atrocidades semelhantes em que multidões brancas destruíram comunidades negras, como em Rosewood e Tulsa.
Em 1995, conversas informais foram iniciadas entre a comunidade afro-americana, membros do corpo docente da Universidade UNC-Wilmington e ativistas de direitos civis, com o objetivo de informar os residentes sobre os eventos daquele dia e discutir a criação de um monumento para commemorá-los.
No início de 1998, Wilmington programou uma série de palestras intituladas “Wilmington in Black and White” ("Wilmington em Preto e Branco"), trazendo líderes políticos, especialistas acadêmicos e ativistas de direitos civis, além de facilitadores como a organização Common Ground. George Rountree III participou de uma discussão na Igreja AME de St. Stephen, que atraiu uma grande audiência, dado que seu avô foi um dos líderes da violência de 1898. Rountree expressou seu apoio à igualdade racial, comentou sobre sua relação com o avô e justificou sua recusa em pedir desculpas pelas ações dele. Outros descendentes dos participantes do golpe também argumentaram que não deveriam pedir desculpas, pois não estavam envolvidos nas ações de seus antepassados.
Muitos na plateia confrontaram Rountree sobre sua posição e sua recusa em se desculpar. Alguns afirmaram que, embora ele não fosse diretamente responsável pelos eventos, havia se beneficiado pessoalmente deles. Kenneth Davis, um afro-americano, mencionou as conquistas de seu próprio avô durante aquele período, que foram “apagadas” pela violência perpetrada pelo avô de Rountree e outros. Davis ressaltou que o “passado da comunidade negra de Wilmington [...] não era o passado que Rountree preferia”.

### Comissão de Motins Raciais de Wilmington de 1898

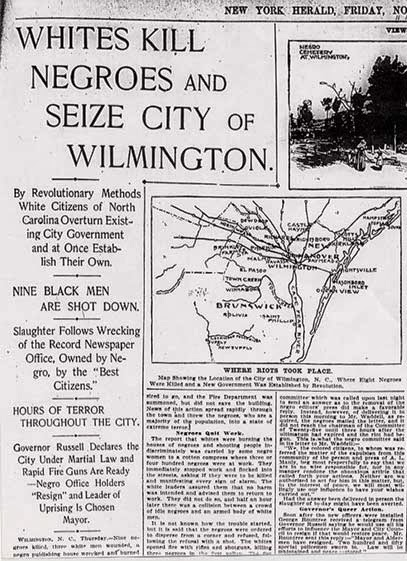
New York Herald, 11 de novembro de 1898.

Em 2000, a legislatura estadual da Carolina do Norte reconheceu o sofrimento político e econômico da comunidade negra após o golpe de 1898, especialmente em decorrência da privação de direitos e da implementação das leis Jim Crow. Em resposta, foi criada a Comissão 1898 Wilmington Race Riot, composta por 13 membros de formações birraciais, com a missão de desenvolver um registro histórico do evento e avaliar o impacto econômico do motim sobre a população negra local e na região. A comissão foi co-presidida pelo legislador estadual Thomas Wright [en].
Durante quase seis anos, a Comissão investigou os eventos do motim, ouvindo diversas fontes e acadêmicos. O resultado foi um extenso relatório, elaborado pelo arquivista estadual LeRae Umfleet, que concluiu que a violência foi “parte de um esforço estadual para consolidar o poder dos democratas supremacistas brancos e conter os avanços políticos dos cidadãos negros”. Harper Peterson [en], ex-prefeito de Wilmington e membro da comissão, afirmou: “Essencialmente, isso paralisou um segmento de nossa população que não se recuperou em 107 anos”. De acordo com Umfleet, a terminologia adequada seria “massacre”, em vez de “motim”, ressaltando a gravidade do ocorrido.
A Comissão formulou recomendações abrangentes para reparações por parte do governo e de empresas, visando beneficiar não apenas os descendentes afro-americanos, mas toda a comunidade. Foram sugeridos 10 projetos de lei ao Legislativo da Carolina do Norte para corrigir os danos históricos por meio de iniciativas de desenvolvimento econômico, bolsas de estudo e outros programas. No entanto, nenhuma das propostas foi aprovada.
Os historiadores observaram que o The News & Observer, de Raleigh, contribuiu para a escalada dos distúrbios ao publicar matérias inflamadas, além de relatar os resultados das eleições em Wilmington. Isso incentivou homens brancos de outras regiões do estado a se deslocarem para Wilmington e participar dos ataques contra a população negra, incluindo o golpe de Estado. Os artigos do Charlotte Observer também foram citados como um fator que exacerbou as emoções da época. A Comissão recomendou que os jornais disponibilizassem bolsas de estudo para estudantes de minorias e ajudassem na disseminação do relatório.
Além disso, a comissão solicitou que o condado de New Hanover, que inclui Wilmington, fosse colocado sob supervisão federal especial conforme a Lei de Direitos de Voto, para assegurar que o registro de eleitores e o processo eleitoral ocorressem sem discriminação.

### Comemorações
Diversas comemorações foram realizadas em relação ao evento:
- Em 1936, o ex-repórter do Star-News, Harry Hayden, publicou um relato romantizado da derrubada em seu panfleto intitulado The Story of the Wilmington Rebellion (A história da rebelião de Wilmington), no qual reinterpretou o evento como uma “Revolução” que teria salvado a Carolina do Norte da era da Reconstrução.[40] Em contraste, Helen G. Edmonds, em sua obra de 1951 The Negro and Fusion Politics in North Carolina, 1894-1901, descreveu o ocorrido como um golpe de estado perpetrado pelos democratas.[30] Na época, a visão predominante refletia a depreciação da Reconstrução promovida pela Escola Dunning [en], e muitos historiadores brancos referiam-se aos eventos como um “motim racial”, frequentemente atribuindo a culpa a ambos os grupos. Consequentemente, a análise de Edmonds foi ignorada por muitos.[151]
- Em novembro de 2006, o The News and Observer reconheceu plenamente seu papel na propagação do golpe, sob a liderança de Josephus Daniels, referindo-se a ele como “uma sombra gigantesca que paira sobre” a publicação.[11][152]

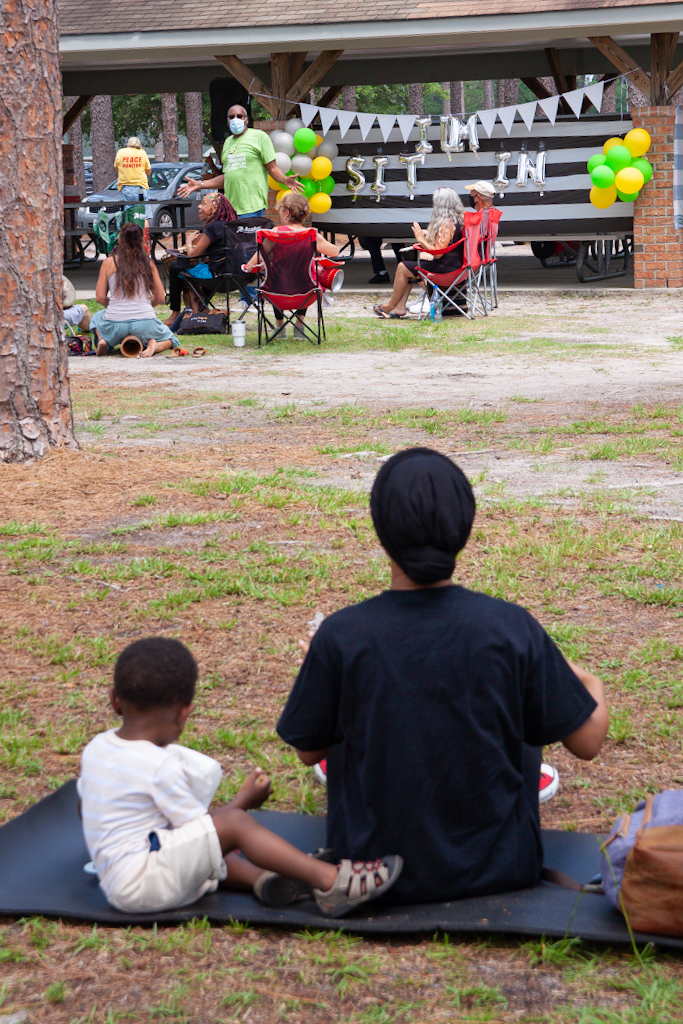
Os protestos do BLM em 2020 deram origem a um protesto e a uma petição que levaram à renomeação do Parque Hugh MacRae como Parque Long Leaf.

- Em janeiro de 2007, o Partido Democrata da Carolina do Norte [en] reconheceu e repudiou oficialmente as ações de seus líderes durante a insurreição de Wilmington e as campanhas de supremacia branca.[153]
- Em abril de 2007, os representantes Wright, Jones e Harrell apresentaram o Projeto de Lei nº 1558 da Câmara, denominado “Lei de Reconciliação do Motim de Wilmington de 1898”, na Assembleia Geral da Carolina do Norte. A proposta permitiria que as propriedades de pessoas feridas, mortas ou que sofreram perdas pessoais ou patrimoniais em decorrência dos eventos de 10 de novembro entrassem com ações judiciais contra a cidade em busca de reparações. As perdas teriam que ser avaliadas e qualquer pagamento seria ajustado em 8% pela inflação. Contudo, o projeto de lei não avançou além de sua apresentação.[154]
- Em agosto de 2007, o Senado estadual aprovou uma resolução reconhecendo e expressando “profundo pesar” pelo motim.[155] No mesmo ano, alguns defensores fizeram lobby para incluir o golpe no currículo escolar do estado, enquanto historiadores tentaram construir um memorial na esquina das ruas Third e Davis, em Wilmington, para comemorar o incidente.[156]

- Em janeiro de 2017, dois escritores de Wilmington, John Jeremiah Sullivan [en] e Joel Finsel, com o apoio do departamento de redação criativa da Universidade da Carolina do Norte em Wilmington [en] (UNCW), iniciaram um trabalho com alunos do ensino médio dos colégios Williston [en] e Friends para localizar, recuperar e transcrever exemplares do The Daily Record. Após a destruição do jornal, W.H. Bernard, então editor do Wilmington Morning Star, ofereceu-se para comprar todos os exemplares pendentes do The Daily Record por 25 centavos cada. Após seis meses de busca, o grupo localizou oito páginas, das quais apenas sete estão legíveis.[157]Sinalização histórica da rodovia Wilmington Coup.

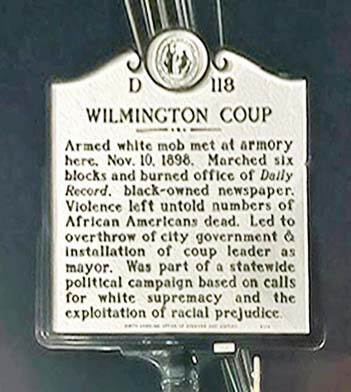
Sinalização histórica da rodovia Wilmington Coup.

- Em janeiro de 2018, o Comitê do Marcador Histórico da Rodovia da Carolina do Norte aprovou a instalação de uma placa para comemorar o evento.[4]

## Na mídia
- O romance de Charles Chesnutt [en], The Marrow of Tradition [en] (1901), aborda a ascensão dos supremacistas brancos na Carolina do Norte e oferece uma narrativa fictícia sobre um motim em uma cidade inspirada em Wilmington.[158] Chesnutt apresenta uma representação mais precisa do evento do que os relatos contemporâneos da mídia branca do sul, destacando a violência dos brancos contra a comunidade negra e os significativos danos sofridos por esta.[159]
- Em The Leopard's Spots [en] (1902), o autor norte-carolinense Thomas Dixon Jr. [en] (conhecido por The Clansman, que inspirou o filme de 1915 O Nascimento de uma Nação) descreve em detalhes a campanha de supremacia branca de 1898 e o massacre de Wilmington.[160]
- O autor Philip Gerard, natural de Wilmington, escreveu Cape Fear Rising (1994), um romance que narra a campanha de 1898 e os eventos que culminaram na destruição do The Daily Record.[161]
- John Sayles retratou a Insurreição de Wilmington no Livro Dois de seu romance A Moment in the Sun (2011), utilizando fontes primárias contemporâneas. Sayles combina personagens fictícios com figuras históricas para criar uma narrativa envolvente.[162]
- David Bryant Fulton, escrevendo sob o pseudônimo de Jack Thorne, publicou o romance Hanover; or, The Persecution of the Lowly: A Story of the Wilmington Massacre (2009).[163][164]
- Barbara Wright [en], em seu romance para jovens adultos Crow (2012), retrata os eventos através da perspectiva de um garoto afro-americano fictício, filho de um repórter de um jornal negro. A obra foi reconhecida como um Notable Social Studies Trade Book em 2013 pelo Conselho Nacional de Estudos Sociais [en].[165][166]
- O documentário Wilmington on Fire, dirigido por Christopher Everett e lançado em 2015, examina a insurreição de Wilmington de maneira detalhada.[167][168]
- David Zucchino [en] recebeu o Prêmio Pulitzer de Não Ficção Geral de 2021 por Wilmington's Lie: The Murderous Coup of 1898 and the Rise of White Supremacy (2020). O livro utiliza relatos de jornais contemporâneos, diários, cartas e comunicações oficiais para criar uma narrativa que entrelaça histórias individuais de ódio, medo e brutalidade.[169][170]
- O episódio de 2021 do podcast Criminal, intitulado “If it ever happens, run”, apresentado por Phoebe Judge [en], narra a história da insurreição de Wilmington por meio de uma combinação de narrativa e entrevistas.[171][172]
- O episódio de 2 de novembro de 2022 do programa “Sounds” do Serviço Mundial da BBC discutiu a Insurreição de Wilmington e seu impacto sobre o violinista negro Frank Johnson.[173]

## Leituras adicionais
- Cecelski, David; Tyson, Timothy; Franklin, John Hope (1998). Democracy Betrayed: The Wilmington Race Riot of 1898 and Its Legacy. [S.l.]: University of North Carolina Press. ISBN 978-0807847558
- «Notebook: The Wilmington Coup of 1898». SteamThing. Consultado em 31 de outubro de 2024
- Hebard, Andrew (2011). «Romance and Riot: Charles Chesnutt, the Romantic South, and the Conventions of Extralegal Violence». African American Review. 44 (3): 471-487. Consultado em 31 de outubro de 2024
- Kirshenbaum, Andrea (1998). «"The Vampire That Hovers Over North Carolina": Gender, White Supremacy, and the Wilmington Race Riot of 1898». Southern Cultures. 4 (3): 6-30. Consultado em 31 de outubro de 2024
- Weller, Frances (14 de julho de 2020). «Hugh MacRae Park name change to take place immediately, signs removed». WECT. Consultado em 31 de outubro de 2024

## Páginas externas
- Luckhurst, Toby (16 de janeiro de 2021). «Wilmington 1898: When white supremacists overthrew a US government». BBC. Consultado em 31 de outubro de 2024